# Президентство Джиммі Картера

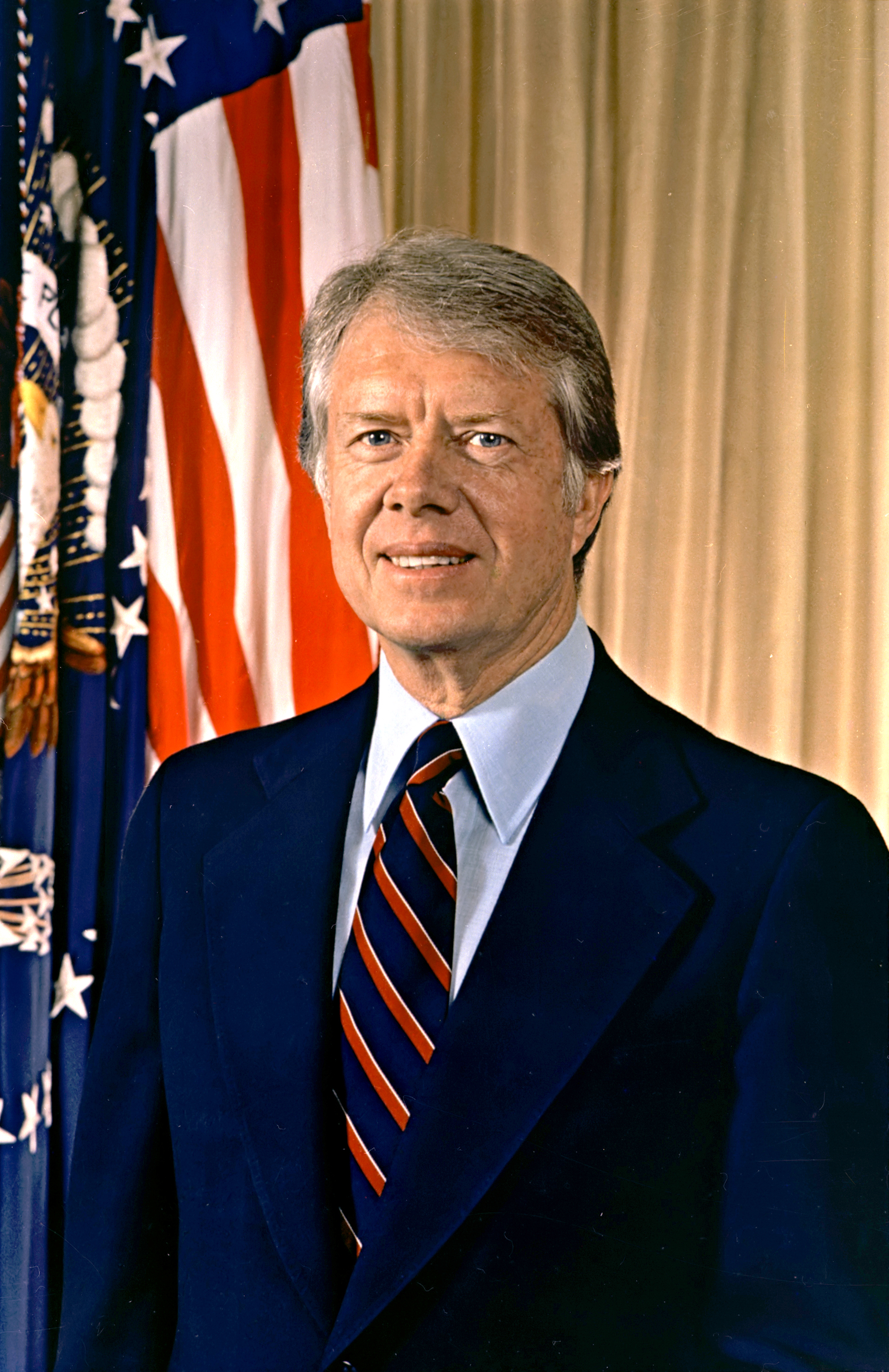
39 Президент США, (1977—1981) Джеймс Ерл «Джиммі» Картер

Президентство Джиммі Картера розпочалося опівдні по східному часу 20 січня 1977 року, коли Джиммі Картер був приведений до присяги в якості 39-го президента Сполучених Штатів, і закінчилося 20 січня 1981 року. Картер, демократ з Джорджії, вступив на посаду після перемоги над діючим Республіканським президентом Джеральдом Фордом на президентських виборах 1976 року. Його президентство закінчилося його поразкою на президентських виборах 1980 року кандидатові від республіканців Рональду Рейгану.
Картер вступив на посаду в період «стагфляції», оскільки економіка зазнала поєднання високої інфляції та повільного економічного зростання. Його бюджетна політика була зосереджена на приборканні інфляції за рахунок зменшення дефіциту та державних витрат. Відповідаючи на занепокоєння енергетикою, які існували протягом більшої частини 1970-х років, його адміністрація прийняла національну енергетичну політику, покликану сприяти енергозбереженню та розвитку альтернативних ресурсів. Незважаючи на політику Картера, країна страждала в енергетичній кризі 1979 року, за якою пішов спад у 1980 році. Картер прагнув реформ у системі добробуту, охорони здоров'я та податкової системи, але в основному вони були невдалими, частково через погані відносини з Конгресом.
Вступивши на посаду в розпал холодної війни, Картер переорієнтував зовнішню політику США на акцент на правах людини. Він продовжував примирливу політику холодної війни своїх попередників, нормалізуючи відносини з КНР та ведучи подальші переговори щодо обмеження стратегічної зброї з Радянським Союзом. Намагаючись покінчити з арабо-ізраїльським конфліктом, він допоміг домовитись про угоди Кемп-Девіда між Ізраїлем та Єгиптом. Через договори Торрійос-Картер Картер гарантував можливу передачу Панамського каналу Панамі. Після початку Радянсько-афганської війни він відмовився від примирної політики щодо Радянського Союзу і почав період військового нарощування.
Останні п'ятнадцять місяців президентського перебування Картера були відзначені кількома великими кризами, серед яких криза із заручниками Ірану, серйозний дефіцит палива та вторгнення радянської влади в Афганістан. Тед Кеннеді, видатний ліберальний демократ, який висловив протест проти Картера проти національної системи медичного страхування, кинув виклик Картеру в демократичних праймеріз 1980 року. Підвищений громадською підтримкою його політики наприкінці 1979-початку 1980 рр., Картер згуртувався, щоб перемогти Кеннеді і виграти повторну кандидатуру. На загальних виборах Картер зіткнувся з Рейганом, колишнім консервативним губернатором Каліфорнії. Хоча опитування, проведені напередодні виборів, показали близьку гонку, Рейган здобув вирішальну перемогу. В опитуваннях істориків та політологів, Картер, як правило, належить до нижчого середнього президента.

## Президентські вибори 1976 року
.

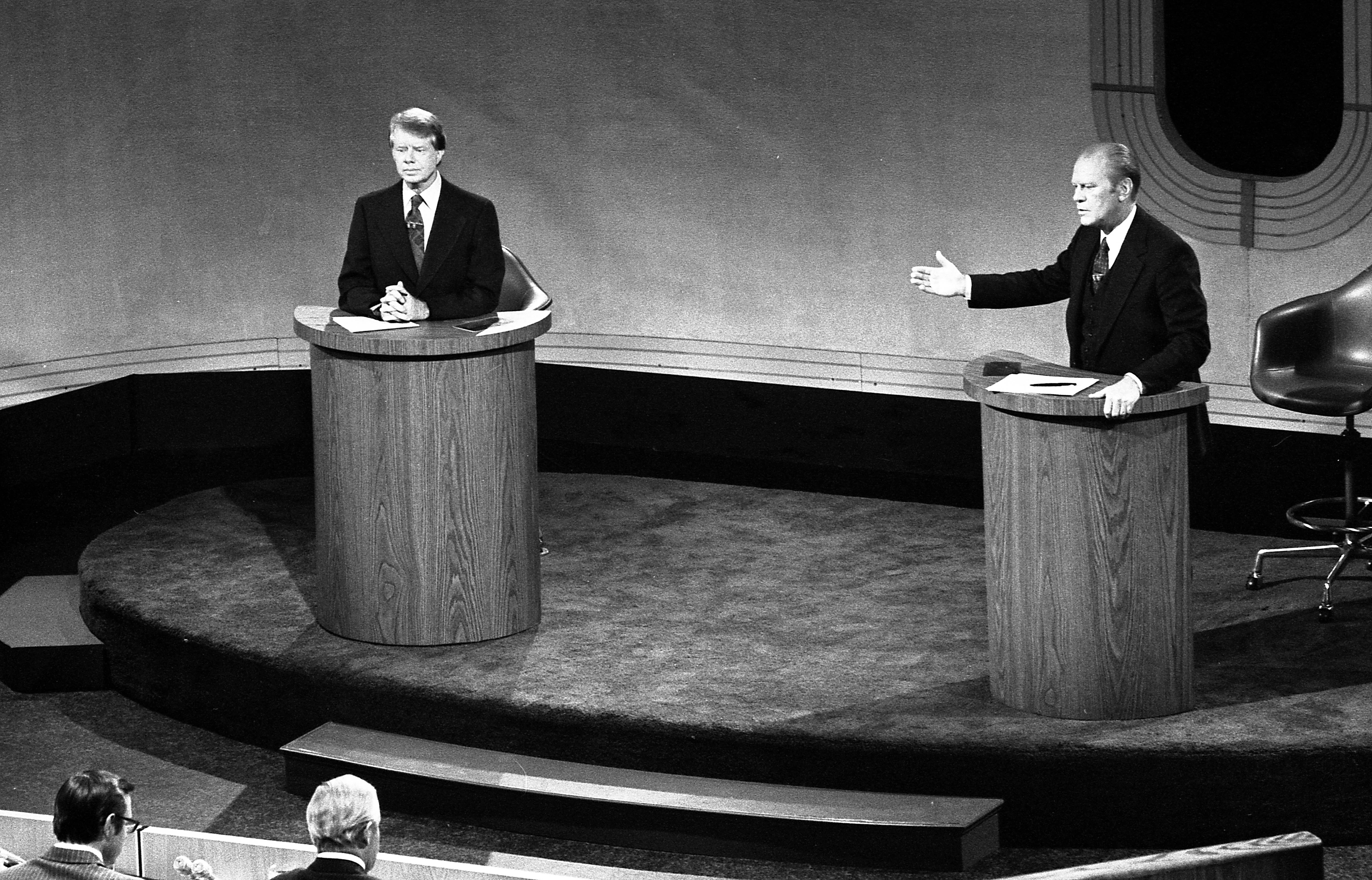
Дебати республіканського Президента США Джеральда Форда та кандидата в президенти від Демократів Джиммі Картера. Філадельфія, 23 вересня 1976 року

Картер був обраний губернатором штату Джорджія в 1970 році, і за чотири роки перебування на посаді він здобув репутацію прогресивного, расово поміркованого губернатора Півдня. Спостерігаючи за успіхом Джорджа Макговерна на Демократичних праймеріз 1972 року, Картер прийшов до висновку, що він може виграти номінацію в президенти від Демократичної Партії в 1976 році, почавши в якості аутсайдера, Картер висунув свою кандидатуру на Демократичних праймеріз 1976 в грудні 1974 р. Як і демократичні лідери, такі як висуванець 1968 р. Г'юберт Гамфрі, сенатор Волтер Мондейл з Міннесоти, і сенатор Тед Кеннеді з Массачусетса відмовився вступати в перегони, в демократичних праймеріз не було явного фаворита. Багато хто з кандидатів були більш відомі, ніж Картер.
Картер прагнув звернутися до різних груп партії, його прихильність до скорочення витрат на оборону та утримання в ЦРУ звернувся до лібералів, тоді як його акцент на усуненні урядових відходів звернувся до консерваторів. Картер виграв більшість голосів ніж будь-який кандидат в штаті Айова, і він домінував у висвітленні засобів масової інформації заздалегідь у первинному Нью-Гемпширі, який він також виграв. Наступна поразка Картера від Воллеса у праймеріз Флориди та Північної Кароліни усунув головного суперника Картера на Півдні. З перемогою над Джексоном у первинному штаті Пенсільванія, Картер зарекомендував себе як чіткий передовик. Картер прийняв номінацію в останній день праймеріз. Національна Демократична конвенція 1976 року протікала гармонійно і, після опитування кількох кандидатів, Картер вибрав Мондейла в якості свого напарника. Вибір Мондейла був добре сприйнятий багатьма ліберальними демократами, багато з яких скептично ставилися до Картера.

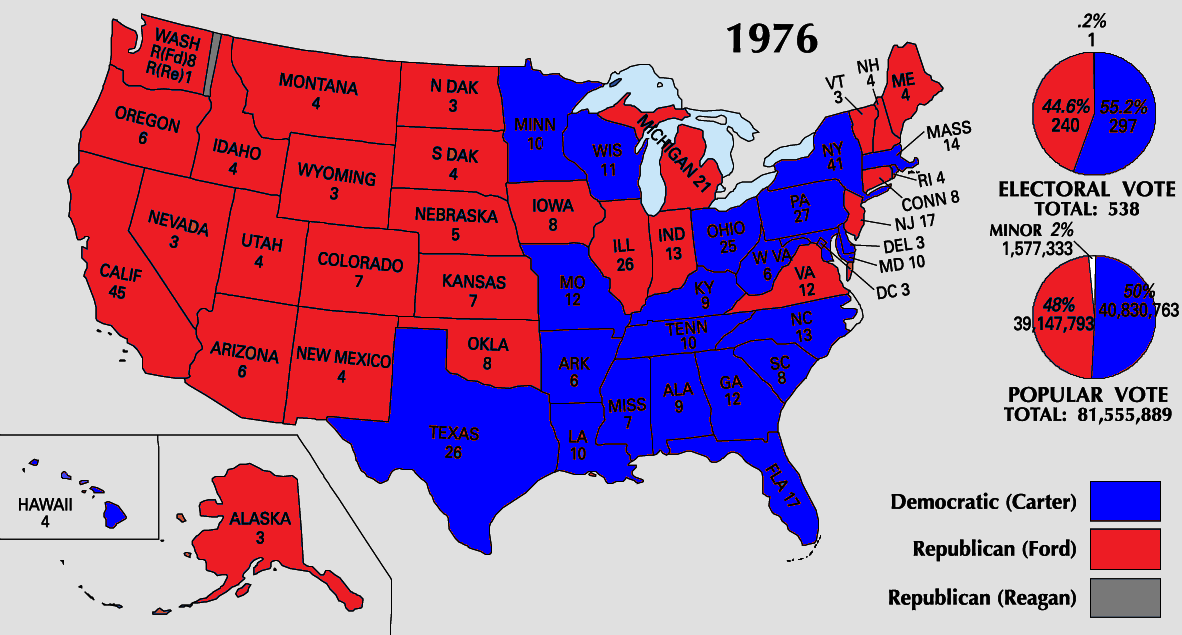
Результати виборів 1976 року.

Республіканці пережили оспорювану конвенцію, яка в кінцевому рахунку висунула діючого президента Джеральда Форда, який перейшов на посаду президента в 1974 році після відставки Річарда Ніксона через причетність останнього до скандалу Вотергейт. Республіканці погано розділились, і Форд стикнувся з питаннями щодо його компетенції як президента, опитування, проведені в серпні 1976 року, показали, що Картер мав 15-бальну позицію. У загальній виборчій кампанії Картер продовжував просувати центристську програму, прагнучи визначити нові демократичні позиції після бурхливих 1960-х. Перш за все, Картер нападав на політичну систему, визначаючи себе як «стороння людина», яка буде реформувати Вашингтон в епоху пост-Вотергейту. У відповідь Форд напав на передбачувану «нечіткість» Картера, стверджуючи, що Картер займав розпливчасті позиції щодо основних питань. Картер і президент Форд зіткнулися в трьох телевізійних дебатах під час виборів 1976 року. Перші подібні дебати після 1960 року. Форд, як правило, розглядався як переможець перших дебатів, але він зробив великий гаф у других дебатах, коли він заявив, що «не було панування Радянського Союзу над Східною Європою».  Гаф поклав край імпульсу Форда, і Картер допоміг власній кампанії сильним результатом у третіх дебатах. Опитування, проведені перед днем виборів, показали дуже близьку гонку.
Картер переміг на виборах з 50,1 % голосів народного голосування та 297 голосів виборців, тоді як Форд виграв 48 % голосів народного голосування та 240 виборчих голосів. Президентські вибори 1976 року являють собою самотню перемогу в виборах демократів між виборами 1964 та 1992 років. Картер особливо добре вийшов на Північному Сході та Півдні, тоді як Форд виграв Захід і завоював велику частину Середнього Заходу. Під час паралельних виборів до конгресу демократи збільшили свою більшість як у Палаті, так і в Сенаті.

## Інавгурація

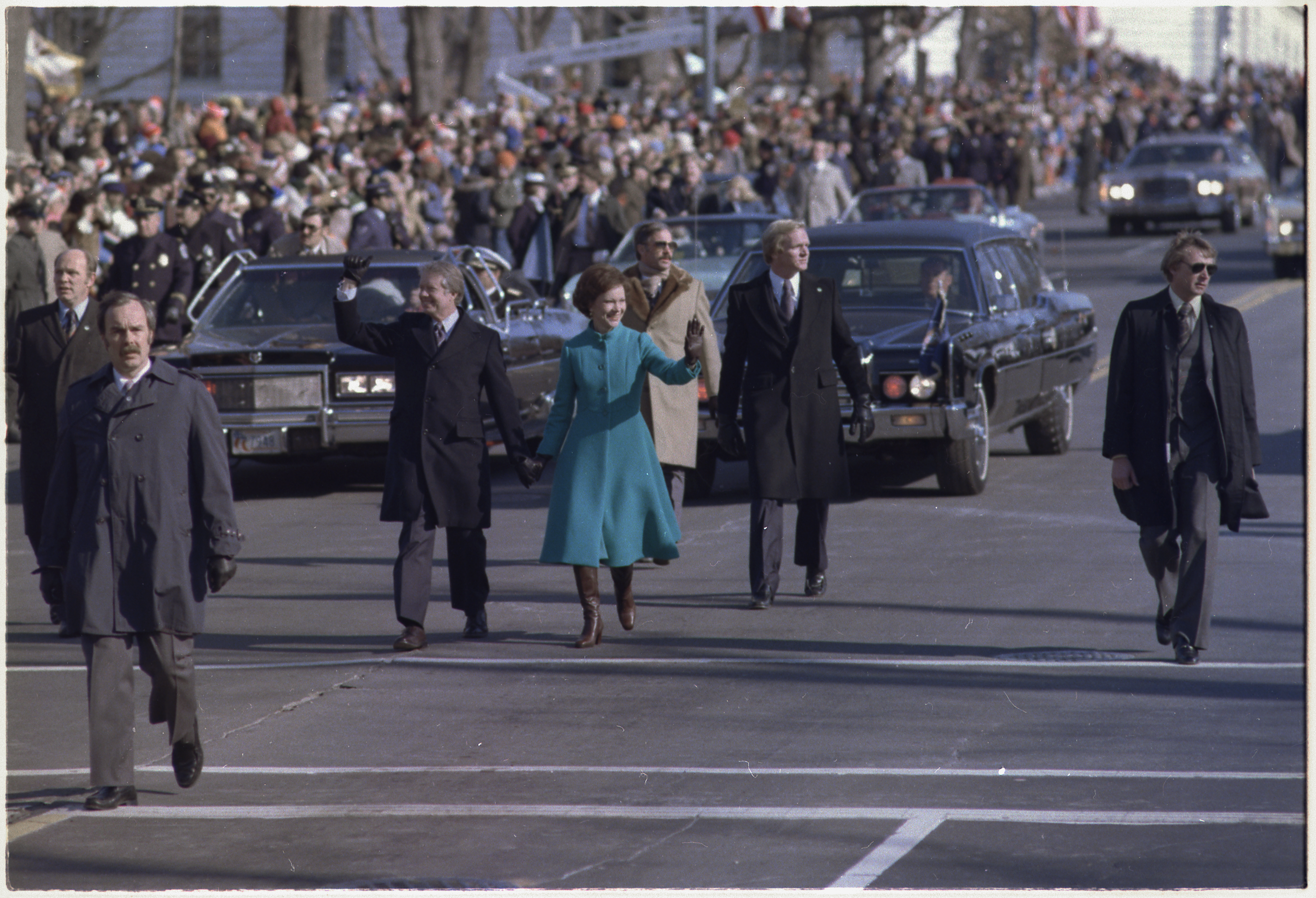
Президент Джиммі Картер та Розалін Картер проходять по Пенсильванії-авеню під час інавгурації.

У своєму вступному зверненні Картер сказав: «Ми дізналися, що більше не обов'язково краще, що навіть наша велика нація має свої визнані межі, і що ми не можемо ні відповісти на всі питання, ні вирішити всі проблеми». Картер виступив перед обіцянкою усунути атрибути «Імператорського президентства» і почав вживати заходів відповідно до цієї обіцянки в День інавгурації, порушуючи протоколи безпеки, йдучи від Капітолію до Білого дому в його інавгураційний парад. Його перші кроки в Білому домі пішли далі в цьому напрямку: Картер скоротив чисельність персоналу Білого дому з 500 членів на третину і зменшив привілеї для президента та членів кабінету. Він також виконав обіцянку передвиборчої кампанії, видавши «повне і безумовне помилування» (амністію) для ухильників призову епохи В'єтнаму.

## Адміністрація
Хоча Картер проводив агітацію проти інсайдерів у Вашингтоні, багато його головних посадовців служили в попередніх адміністраціях президентів. Державний секретар Сайрус Венс, міністр оборони Гарольд Браун та міністр фінансів У. Майкл Блюменталь були високопосадовцями в адміністраціях Кеннеді та Джонсона. Серед інших помітних призначень були Чарльз Шульц на посаді голови Ради економічних радників, колишній міністр оборони Джеймс Р. Шлезінгер на посаді помічника президента з питань енергетики, федеральний суддя Гріффін Белл на посаді генерального прокурора та Патрісія Робертс Харріс, перша жінка афро-американка, яка працювала в адміністраціях президентів, на посаді секретаря з питань житлового будівництва та містобудування.
Картер призначив декількох близьких партнерів з Джорджії для роботи у виконавчому бюро президента. Спочатку він запропонував посаду керівника апарату Білого дому двом своїм радникам, Гамільтону Джордану та Чарльзу Кірбо, але обидва відмовилися. Картер вирішив не мати начальника штабу, натомість запровадив систему, за якою члени кабінету мають більш прямий доступ до президента. Берт Ленс був обраний очолювати Адміністративно-бюджетне управління, а Джордан став головним помічником і радником. Серед інших призначуваних з Джорджії входив Джоді Пауелл, прес-секретар Білого дому, Джек Уотсонн на посаді секретаря кабінету, і Стюарт Е. Ейзенстат на посаді керівника апарату внутрішньої політики. Для нагляду за зовнішньою політикою адміністрації Картер покладався на кількох членів Тристоронньої комісії, серед яких Венс та радник з національної безпеки Збігнєв Бжезінський. Бжезінський став одним із найближчих радників Картера, і Картер використав як Раду національної безпеки, так і Державний департамент Венса при розробці та здійсненні зовнішньої політики. Бжезінський часто вступав у сутички з Венсем, який наполягав на розрядці з Радянським Союзом.
Віце-президент Мондейл виступав ключовим радником з питань зовнішніх та внутрішніх питань. Перша леді Розалін Картер стала важливою складовою адміністрації, засідаючи на декількох засіданнях Кабінету Міністрів і виконуючи функції озвучувальної ради, радника та сурогату президента. Вона їздила за кордон для ведення переговорів щодо зовнішньої політики, і деякі опитування виявили, що вона була пов'язана з Матір'ю Терезою як найбільш захопленою жінкою у світі.
У середині 1978 р. Картер похитнув співробітників Білого дому, залучивши виконавчого директора з реклами Джеральда Рафшуна на посаду директора з комунікацій Білого дому та Енн Векслера, щоб очолити Управління громадських зв'язків. Картер здійснив широкі кадрові зміни у Білому домі та кабінеті в середині 1979 року. П'ять секретарів кабінету залишили свою посаду, включаючи Блюменталя, Белла та Джозефа Каліфано, секретаря охорони здоров'я, освіти та добробуту. Джордан був обраний першим керівником апарату президента, а Алонцо Л. Макдональд, раніше McKinsey & Company, став директором Білого дому. Голова Федерального резерву Джордж Вільям Міллер замінив Блюменталя на посаді секретаря казначейства, Бенджамін Сівілетті обійняв посаду генерального прокурора, а Чарльз Данкан-молодший став міністром енергетики. Після того, як Венс подав у відставку в 1980 році, Картер призначив Едмунда Маскі, шанованого сенатора, з яким Картер склав дружні стосунки, на посаду державного секретаря.

## Судові призначення
Серед президентів, які відбули принаймні один повноцінний термін, Картер — єдиний, хто ніколи не проводив зустріч у Верховному суді.  Картер призначив 56 суддів до апеляційних судів Сполучених Штатів, і 203 суддів — до окружних судів Сполучених Штатів. Пізніше призначені двоє його судів — Стівен Брейер і Рут Бадер Гінзбург — пізніше були призначені до Верховного суду Біллом Клінтоном. Картер був першим президентом, який зробив демографічне різноманіття ключовим пріоритетом у виборі судових висуванців. Під час президентства Картера кількість суддів жінок окружних судів збільшилася з однієї до дванадцяти, кількість небілих суддів чоловічої групи зросла з шести до тринадцяти, кількість суддів окружних судів жінок збільшилася з чотирьох до 32, а кількість не білих суддів окружних судів чоловічої статі збільшилися з 23 до 55. Картер призначив першу жінку суддю афро-американського округу Амалію Лайл Кірс, першу суддю іспаномовного округу Рейнальдо Ґерра Гарса та першу суддю іспано-американського окружного суду Кармен Консуело Керезо.

## Внутрішні справи

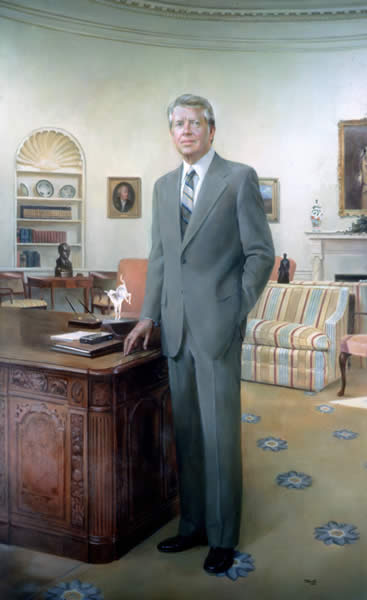
Портрет Роберта Темплтона президента Картера, що демонструється в Національній галереї портретів, Вашингтон, округ Колумбія

Картер не був продуктом традицій Нового курсу ліберальних північних демократів і простежував своє ідеологічне походження до прогресивної епохи. Таким чином, Картер був набагато консервативнішим, ніж домінуюче ліберальне крило партії могло прийняти. Британський історик Еван Морган стверджує:
Картер простежив свої політичні цінності на південному прогресивізмі початку XX століття, дбаючи про економіку та ефективність уряду та співчуття до бідних. Він назвав себе фіскальним консерватором, але ліберальним у таких питаннях, як громадянські права, навколишнє середовище та «допомагаючи людям долати перешкоди, щоб вести плідне життя», ідеологічну конструкцію, яка, здавалося, зробила його спадкоємцем Дуайта Ейзенхауера, а не Франкліна Д. Рузвельта.

### Відносини з Конгресом
Картер успішно виступав як «аутсайдер» Вашингтона, який критикує як президента Джеральда Форда, так і Демократичний конгрес, як президент Картер продовжив цю тему. Ця відмова від гри за правилами Вашингтона сприяла непростим стосункам адміністрації Картера з Конгресом. Після виборів Картер вимагав від влади реорганізувати виконавчу владу, відчужуючи таких потужних демократів, як спікер Тіп О'Нілл та Джек Брукс. Під час президентства Ніксона Конгрес провів низку реформ, які усунули владу від президента, і більшість членів Конгресу не бажали відновити цю владу навіть при демократі, Барак Обамі. Необов'язані телефонні дзвінки, словесні образи та небажання торгувати політичними послугами спричинили мітинг людей на Капітолійському пагорбі та вплинули на здатність президента прийняти його порядок денний. У багатьох випадках ці збої в спілкуванні були наслідком не навмисного нехтування, а поганою організацією функцій зв'язків конгресу адміністрації. Картер намагався домогтися О'Нілла, лідера більшості сенату Роберта Берда та інших членів Конгресу шляхом особистого залучення, але він, як правило, не міг заручитися підтримкою своїх програм через ці засідання. Картер також помилився зосередившись на занадто багатьох пріоритетах, особливо в перші місяці свого президентства. Демократи в Конгресі були незадоволені його моралістичним, орієнтованим на виконавців, раціональним підходом до ухвалення рішень та його небажанням приймати стандартні конгресні методи компромісу, меценатства та прокатки журналів.
Через кілька місяців після початку свого терміну Картер опублікував «список хітів» з 19 проєктів, на які він стверджував, що витрачаються на «свинячу бочку». Він сказав, що накладатиме вето на будь-яке законодавство, що містить проєкти у цьому списку. Конгрес відповів, прийнявши законопроєкт, який поєднав декілька проєктів, проти яких Картер заперечував, із стимулюючими економічними заходами, якими сприяв Картер. Картер вирішив підписати законопроєкт, але його критика щодо передбачуваних проєктів «свинячої бочки» коштувала йому підтримки в Конгресі. Ці боротьби задавали схему президентства Картера, і він часто конфліктував з Конгресом до кінця свого перебування на посаді.

### Бюджетна політика
Вступаючи на посаду, Картер запропонував пакет економічних стимулів, який дасть кожному громадянину 50-відсоткову знижку податку, зменшить корпоративний податок на 900 мільйонів доларів та збільшить витрати на громадські роботи. Обмежені витрати, пов'язані з пакетом, відображали фіскальний консерватизм Картера, оскільки він більше займався уникненням інфляції та збалансуванням бюджету, ніж вирішенням питання безробіття. Опір Картера високим федеральним витратам викликав напади багатьох членів його власної партії, які хотіли знизити рівень безробіття за допомогою федеральних проєктів громадських робіт. Картер підписав кілька заходів, спрямованих на боротьбу з безробіттям, у 1977 році, включаючи розширення Закону про всеосяжну зайнятість та навчання, але він продовжував зосереджуватися насамперед на зменшенні дефіциту та інфляції. У листопаді 1978 року Картер підписав Закон про доходи 1978 року, зменшив податок на 18,7 мільярда доларів.
Дефіцит федерального бюджету протягом усього періоду Картера залишався приблизно на рівні 70 мільярдів доларів, досягнутим у 1976 році, але як відсоток від ВВП дефіцит впав з 4 %, коли він вступив на посаду до 2,5 % у 1980–81 фінансовому році. Державний борг США збільшився приблизно на $280 млрд, із $620 мільярдів в початку 1977 року до $900 млрд наприкінці 1980 року. Однак, оскільки економічне зростання випереджало зростання номінального боргу, федерального уряду борг як відсоток валового внутрішнього продукту незначно зменшився, з 33,6 % на початку 1977 року до 31,8 % наприкінці 1980 року.

### Енергія

#### Національний енергетичний закон
У 1973 р. Організація країн-експортерів нафти (ОПЕК), що базується на Близькому Сході, зменшила обсяг виробництва, щоб підняти світові ціни та завдати шкоди Ізраїлю та його союзникам, включаючи США. Це спричинило Нафтову кризу 1973 року, період високих цін на нафту, що, в свою чергу, змусило підвищити ціни в американській економіці та уповільнило економічне зростання. США продовжували стикатися з енергетичними проблемами і в наступні роки, а взимку 1976—1977 рр. дефіцит природного газу змусив закрити багато шкіл і заводів, що призвело до тимчасових звільнень сотень тисяч робітників. До 1977 року енергетична політика була одним з найбільших викликів, з якими стикалися Сполучені Штати. З 1973 р. імпорт нафти збільшувався на 65 % щорічно, а США споживали вдвічі більше енергії на душу населення, ніж інші розвинені країни.
Після вступу на посаду Картер попросив Джеймса Шлезінгера розробити план подолання енергетичної кризи. У зверненні до нації 18 квітня 1977 року Картер сказав про енергетичну кризу, оскільки, крім запобігання війни, «найбільшою проблемою, з якою зіткнеться наша країна протягом нашого життя». Він закликав заощадити енергію, збільшити використання запасів вугілля в США та ретельно контролювати розширення атомної енергетики. Його головні цілі полягали в тому, щоб обмежити зростання попиту на енергію до збільшення на два відсотки на рік, скоротити імпорт нафти вдвічі та створити новий стратегічний запас нафти, що містить шість місяців пропозиції. Картер отримав схвалення конгресу щодо створення Департаменту енергетики, і він назвав Шлезінгера першим керівником цього відділу. Шлезінгер представив енергетичний план, який містив 113 положень, найважливішими з яких були податки на внутрішнє виробництво нафти та споживання бензину. План також передбачав податкові пільги за енергозбереження, податки на автомобілі з низькою ефективністю палива та мандат на перетворення з нафти чи природного газу на енергію вугілля. Палата представників схвалила більшу частину плану Картера в серпні 1977 року, але сенат прийняв низку законопроєктів про зменшення енергії, що включали кілька, пропозицій Картера. Переговори з Конгресом затягнулися в 1978 році, але Картер підписав Національний закон про енергетику у листопаді 1978 р. Багато оригінальних пропозицій Картера не були включені до законодавства, але цей закон дерегулював природний газ та заохочував енергозбереження та розвиток відновлюваної енергії за допомогою податкових пільг.

#### Енергетична криза 1979 року
Ще один дефіцит енергії потрапив до США у 1979 році, змусивши мільйони розчарованих автолюбителів довго чекати на автозаправних станціях. У відповідь Картер попросив Конгрес дерегулювати ціну внутрішньої нафти. У той час внутрішні ціни на нафту визначалися не світовим ринком, а складним ціновим контролем Закону про енергетичну політику та охорону 1975 року (EPCA). Нафтові компанії сильно виступають за дерегуляцію цін, оскільки це збільшить їх прибуток, проте деякі члени Конгресу побоювалися, що дерегуляція сприятиме інфляції. Наприкінці квітня та на початку травня опитування Геллапа виявило, що лише 14 відсотків населення вважають, що Америка відчуває дефіцит енергії. Інші 77 відсотків вважають, що це спричинене нафтовими компаніями лише для отримання прибутку. Картер поєднав пропозицію щодо дерегуляції з податком на прибуток, який поверне близько половини нових прибутків нафтових компаній федеральному уряду. Картер використав положення EPCA для поетапного контролю над нафтою, але Конгрес відмовився від реалізації запропонованого податку.
Джиммі Картер
У липні 1979 року, коли енергетична криза тривала, Картер зустрівся з низкою ділових, урядових, трудових, академічних та релігійних лідерів, прагнучи переглядати політику своєї адміністрації. Його опитувальник Пат Кейддел сказав йому, що американський народ зіткнувся з кризою довіри, що виникла через вбивства головних лідерів у 1960-х, війну у В'єтнамі та Вотергейтський скандал. Хоча більшість інших його головних радників закликали його продовжувати зосереджуватись на інфляції та енергетичній кризі, Картер переконався в уявленні Кайдделла, що головною кризою, що стоїть перед країною, є криза довіри.15 липня Картер виступив із загальнодержавною телевізійною промовою, в якій закликав до довгострокових обмежень щодо імпорту нафти та розвитку синтетичного палива. Але він також зазначив, «все законодавство у світі не може виправити те, що не так з Америкою. Не вистачає впевненості та почуття спільності». Промова стала називатися «нездужання», хоча Картер ніколи не використовував це слово в мовленні.
Початкова реакція на промову Картера була загалом позитивною, але Картер помилився, витіснивши кількох членів кабінету, включаючи міністра енергетики Шлезінгера, пізніше в липні. Тим не менш, Конгрес затвердив податок на прибуток у розмірі 227 мільярдів доларів і прийняв Закон про енергетичну безпеку. Закон про енергетичну безпеку створив корпорацію синтетичного палива, якій було доручено розробляти альтернативні джерела енергії. Незважаючи на ті перемоги в законодавстві, в 1980 р. Конгрес скасував накладення Картером надбавки за імпортну нафту та відхилив запропоновану ним Раду з мобілізації енергії — урядовий орган, призначений сприяти будівництву електростанцій. Тим не менше, Кауфман пише, що політика, прийнята за Картером, являє собою «найбільш актуальне енергетичне законодавство в історії країни». Політика Картера сприяла зменшенню споживання енергії на душу населення, яка знизилася на 10 відсотків з 1979 по 1983 рр. Імпорт нафти, який у 1977 р. досяг рекордних 2,4 млрд барелів (50 % постачання), зменшився вдвічі з 1979 по 1983 рр.

### Економіка
Картер вступив на посаду в період «стагфляції», оскільки економіка зазнала як високу інфляцію, так і низьке економічне зростання. США оговталися від спаду 1973–75 рр., але економіка, і особливо інфляція, продовжували залишатись найбільшою проблемою для багатьох американців у 1977 та 1978 рр. Економіка зросла на 5 % у 1976 р., і вона продовжувала зростати аналогічними темпами протягом 1977 та 1978 рр. Безробіття знизилося з 7,5 % у січні 1977 р. до 5,6 % до травня 1979 р., за цей проміжок часу було створено понад 9 млн чистих нових робочих місць та реальні середні доходи зросли на 5 % з 1976 по 1978 рр. У жовтні 1978 року, реагуючи на погіршення інфляції, Картер оголосив про початок «другої фази» своєї антиінфляційної кампанії на національному телебаченні. Він призначив Альфреда Е. Кана головою Ради з питань стабільності заробітної плати та цін (COWPS), а COWPS оголосив цінові цілі для галузей промисловості та здійснив іншу політику, спрямовану на зниження інфляції.
Енергетична криза 1979 року закінчила період зростання, як інфляція, так і процентні ставки зросли, тоді як економічне зростання, створення робочих місць та довіра споживачів різко знизилися. Відносно неміцна грошова політика, прийнята головою правління Федеральної резервної системи Джорджем Вільямом Міллером, вже сприяла дещо вищій інфляції зростаючи з 5,8 % у 1976 р. до 7,7 % у 1978 р. Раптове подвоєння цін на нафту на ОПЕК змусило інфляцію до двозначного рівня, в середньому 11,3 % у 1979 р. та 13,5 % у 1980 р.
Після змін кабінету в середині 1979 року Картер призначив Пола Волкера головою правління Федеральної резервної системи. Волкер проводив жорстку грошову політику, щоб знизити інфляцію, але ця політика також ще більше призвела до уповільнення економічного зростання. Автор Еван Еланд зазначає, що це відбулося під час тривалої тенденції інфляції, кажучи: «Легкі гроші та дешевий кредит протягом 1970-х років спричинили бурхливу інфляцію, яка в 1979 р. перевищила 13 відсотків». Картер прийняв програму жорсткої економії наказом виконавців, виправдовуючи ці заходи, спостерігаючи, що інфляція досягла «кризової стадії», як інфляція, так і короткострокові процентні ставки досягли 18 відсотків у лютому та березні 1980 року. У березні промислове середнє значення Доу-Джонса впало до найнижчого рівня з середини 1976 року, а наступного місяця безробіття зросло до семи відсотків. Економіка вступила в інший спад, четвертий за трохи більше десятиліття, а безробіття швидко зросло до 7,8 відсотка. Цей «спад у формі V» та нездужання, що супроводжувало його, збігалися з кампанією переобрання Картера 1980 року та сприяли його несподівано серйозній втраті Рональду Рейгану. Тільки до березня 1981 р. загальний обсяг ВВП та зайнятості відновив рівні до рецесії.
| Рік  | Дохід | Витрати | Надлишок / Дефіцит | ВВП    | Борг як% Від ВВП |
| ---- | ----- | ------- | ------------------ | ------ | ---------------- |
| 1977 | 355.6 | 409.2   | -53.7              | 2028.4 | 27.1             |
| 1978 | 399.6 | 458.7   | -59.2              | 2278.2 | 26.6             |
| 1979 | 463.3 | 504.0   | -40.7              | 2570.0 | 24.9             |
| 1980 | 517.1 | 590.9   | -73.8              | 2796.8 | 25.5             |
| 1981 | 599.3 | 678.2   | -79.0              | 3138.4 | 25.2             |

### Охорона здоров'я

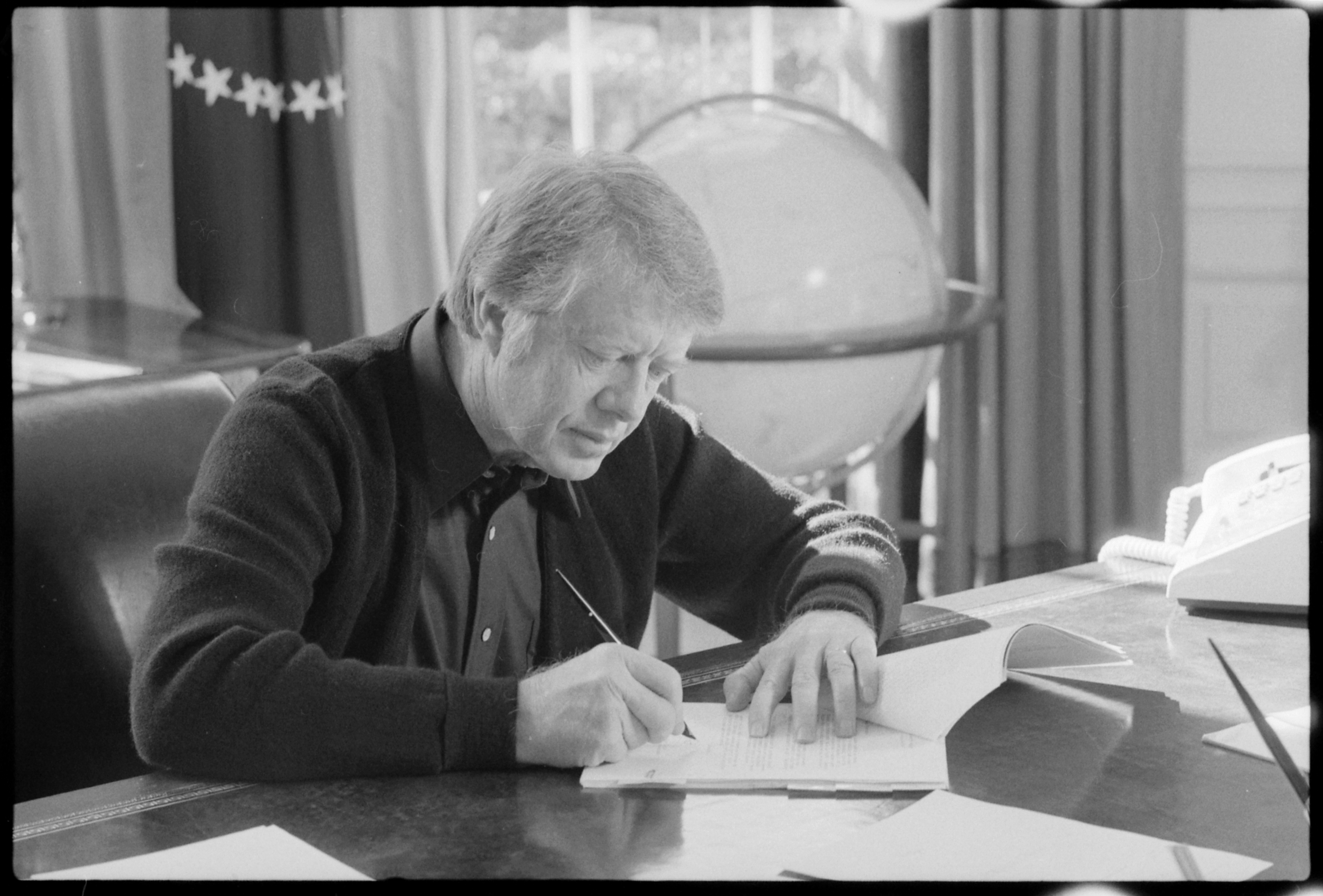
Картер в овальному кабінеті, лютий 1977 року

Під час президентської кампанії 1976 року Картер запропонував план реформи охорони здоров'я, який включав ключові особливості двопартійного законопроєкту, спонсорованого сенатором Тедом Кеннеді, який передбачав створення універсальної системи національного медичного страхування (НМС). Хоча більшість американців мали медичне страхування через Медікер, Медікейд або приватні плани, приблизно в десять відсотків населення не було охоплено в 1977 р. Створення плану НМС було головним пріоритетом організованої праці та багатьох ліберальних демократів, але Картер побоювався щодо витрат, а також впливу інфляції, такої системи. Він затягнув розгляд охорони здоров'я до 1977 року і, врешті-решт, вирішив, що не підтримає пропозицію Кеннеді про створення системи НМС, яка охоплювала б усіх американців. Кеннеді неодноразово зустрічався зі співробітниками Картера та Білого дому, намагаючись сформувати компромісний план охорони здоров'я, але переговори припинилися в липні 1978 року. Хоча Кеннеді та Картер раніше були в хороших стосунках, розбіжності щодо медичного страхування призвели до відкритого розриву між двома демократичними лідерми.
У червні 1979 року Картер запропонував більш обмежену реформу медичного страхування — мандат роботодавця на надання приватного катастрофічного медичного страхування. План також поширив би Медікейд на дуже бідних без залежних неповнолітніх дітей, та додав би катастрофічне охоплення Медікер. Кеннеді відхилив план як недостатній. У листопаді 1979 року сенатор Рассел Б. Лонг очолив двопартійну консервативну більшість Сенатського фінансового комітету, щоб підтримати мандат роботодавця забезпечити катастрофічне покриття та додавання катастрофічного покриття до Медікер. Ці зусилля були припинені в 1980 році через бюджетні обмеження.

### Пропозиції щодо добробуту та податкової реформи
Картер прагнув всебічного оновлення програм соціального забезпечення з метою надання більш економічної допомоги, Конгрес відхилив майже всі його пропозиції. Пропозиції, які розглядала адміністрація Картера, включають гарантований мінімальний дохід, федеральну гарантію на роботу безробітних, негативний податок на прибуток та прямі грошові виплати отримувачам допомоги. На початку 1977 року секретар Каліфано представив Картеру декілька варіантів реформи добробуту, які Картер відхилив, оскільки збільшував державні витрати. У серпні 1977 р. Картер запропонував велику програму робочих місць для одержувачів добробуту, як працездатний та «пристойний дохід» для тих, хто не працездатний. Картер не зміг заручитися підтримкою своїх пропозицій щодо реформи добробуту, і вони ніколи не отримали голосування в Конгресі. У жовтні 1978 року Картер допоміг переконати Сенат прийняти Закон про повну зайнятість Хамфрі — Хокінса, який зобов'язав федеральний уряд до цілей низької інфляції та низького рівня безробіття. На розчарування в Конгресі чорношкірих та організованої праці, остаточний акт не містив положення, що надає повноваження федеральному уряду діяти як роботодавець останньої інстанції з метою забезпечення повної зайнятості.
Картер також прагнув податкової реформи, щоб створити більш просту, прогресивну систему оподаткування. Він запропонував оподатковувати приріст капіталу як звичайний дохід, усуваючи податкові притулки, обмежуючи деталізовані податкові відрахування та збільшуючи стандартні відрахування. Пропозиції щодо оподаткування Картера були відхилені Конгресом, і не було прийнято жодного значного законопроєкту щодо податкової реформи під час президентства Картера. На тлі побоювання громадськості, що система соціального захисту загрожує банкрутством протягом декількох років, Картер підписав поправки щодо фінансування соціального забезпечення Закону у грудні 1977 р., який виправляв недолік, внесений у формулу пільг попереднім законодавством у 1972 р., підвищив податки на соціальне страхування та зменшив виплати соціального забезпечення. «Зараз це законодавство», — зазначив президент, — «гарантуватиме, що з 1980 по 2030 рік фонди соціального страхування будуть надійними».

### Навколишнє середовище
Картер підтримав багато цілей екологічного руху та призначив вищих екологів на високі посади. Як президент, його риторика рішуче підтримувала екологізм, з певною м'якістю щодо його прийняття ядерної енергії — він пройшов підготовку до ядерної енергетики з атомними підводними човнами у ВМС. Він підписав декілька значущих законопроєктів щодо охорони навколишнього середовища, таких як Закон про контроль над гірничодобувним покриттям та рекультивацію 1977 року, який регулює видобуток смуг. У 1980 р. Картер підписав законопроєкт, що встановлював Суперфонд, федеральну програму, призначену для очищення гірничих або заводських ділянок, забруднених небезпечними речовинами. Інші екологічні закони, підписані Картером, стосувались енергозбереження, федеральних норм безпеки та контролю над пестицидами. Міністр внутрішніх справ Сесіл Андрус переконав Картера вилучити понад 100 мільйонів акрів земель загального користування на Алясці з комерційного використання, призначивши землю, як зони охорони. Закон про охорону національних інтересів земель Аляски 1980 р. подвоїв кількість державних земель, відведених для національних парків та притулків дикої природи. Бізнес та консервативні інтереси скаржилися, що ці зусилля щодо збереження зашкодять економічному зростанню.

### Освіта
На початку свого терміну Картер працював над виконанням передвиборчих обіцянок перед спілками вчителів створити відділ освіти на рівні кабінету. Картер стверджував, що створення кафедри сприятиме підвищенню ефективності та рівних можливостей, проте опоненти обох сторін критикували це як додатковий рівень бюрократії, який би зменшив місцевий контроль та місцеву підтримку освіти. У жовтні 1979 р. Картер підписав Акт про організацію освіти, створивши Міністерство освіти США. Картер призначив Ширлі Маунт Хафстедлер, ліберального суддю з Каліфорнії, першим міністром освіти. Картер також розширив «Головний старт» програми з додаванням 43 000 дітей та сімей. За час перебування на посаді витрати на освіту як частку федеральних, невиробничих витрат були подвоєні. Картер виступив проти податкових пільг для протестантських шкіл на Півдні, в яких він вирішив боротися з інтеграцією, позиція, яка відчужує релігійне право. Він також допоміг перемогти законопроєкт Майніхан-Паквуд, який закликав батьківські податкові пільги використовувати для непублічної шкільної освіти.

### Інші ініціативи
Картер виступив з позицією на користь декриміналізації канабісу, посилаючись на законодавство, прийняте в Орегоні в 1973 році. У своєму зверненні до Конгресу 1977 року Картер заявив, що штрафні санкції за вживання каннабісу не повинні переважати за фактичну шкоду споживання канабісу. Картер затримав радника з питань декриміналізації Роберта Дю Понта і призначив британського лікаря про декриміналізацію Пітера Борна своїм радником (або «царем наркотиків»), щоб очолити його новостворене Управління з питань зловживання наркотиками. Однак правоохоронці, консервативні політики та громадські групи батьків виступили проти цього заходу, і війна проти наркотиків продовжувалася. У той же час споживання каннабісу в США досягло історично високих рівнів.
Картер був першим президентом, який зайнявся темою прав геїв, а його адміністрація перша зустрілася з групою активістів гей-прав. Картер виступив проти ініціативи Бріггса, штату Каліфорнія, який заборонив би геям та прихильникам прав геїв бути вчителями в державних школах. Картер підтримав політику схвальних дій, і його адміністрація подала до Верховного Суду коротку інформацію про amicus curiae, Постанова Верховного Суду, винесена в 1978 році, підтвердила конституційність схвальних дій, але заборонила використовувати расові квоти в приймальних колегіях. Перша леді Розалін Картер публічно проводила агітацію за ратифікацію поправки щодо рівних прав, і президент підтримав продовження строку ратифікації цієї поправки.
Картер головував за дерегуляцію декількох галузей, які, як сподівалися прихильники, допоможуть відродити мляву економіку. Закон авіаперевезень (1978) скасувала рада по цивільної авіації протягом шести років, при умови, вільного в'їзду авіакомпаній на нові маршрути і відкрив вартість авіаквитків. Картер також підписав Закон про перевезення автомобілів (1980), який поступово відкликав уряд від контролю доступу, тарифів та маршрутів в автотранспортній галузі, Закон (1980), який послабив залізничні правила, дозволяючи залізничним керівникам вести переговори злиття з баржами і вантажними лініями, та Закон про дерегуляцію та контроль за грошовим контролем депозитарних установ (1980 р.), який скасував граничні розміри процентних ставок і дозволив ощадним і комерційним банкам писати іпотеку на дому, надавати кредити для бізнесу та гарантувати випуск цінних паперів.
Закон про житло і розвиток громад 1977 створений міський розвиток грантів дій, розширені інвалідами і літніх положення, і встановив закон реінвестування спільноти, якому намагалися запобігти банки від відмови кредитів і позик для бідних громад.

## Зовнішні справи

### «Холодна війна»

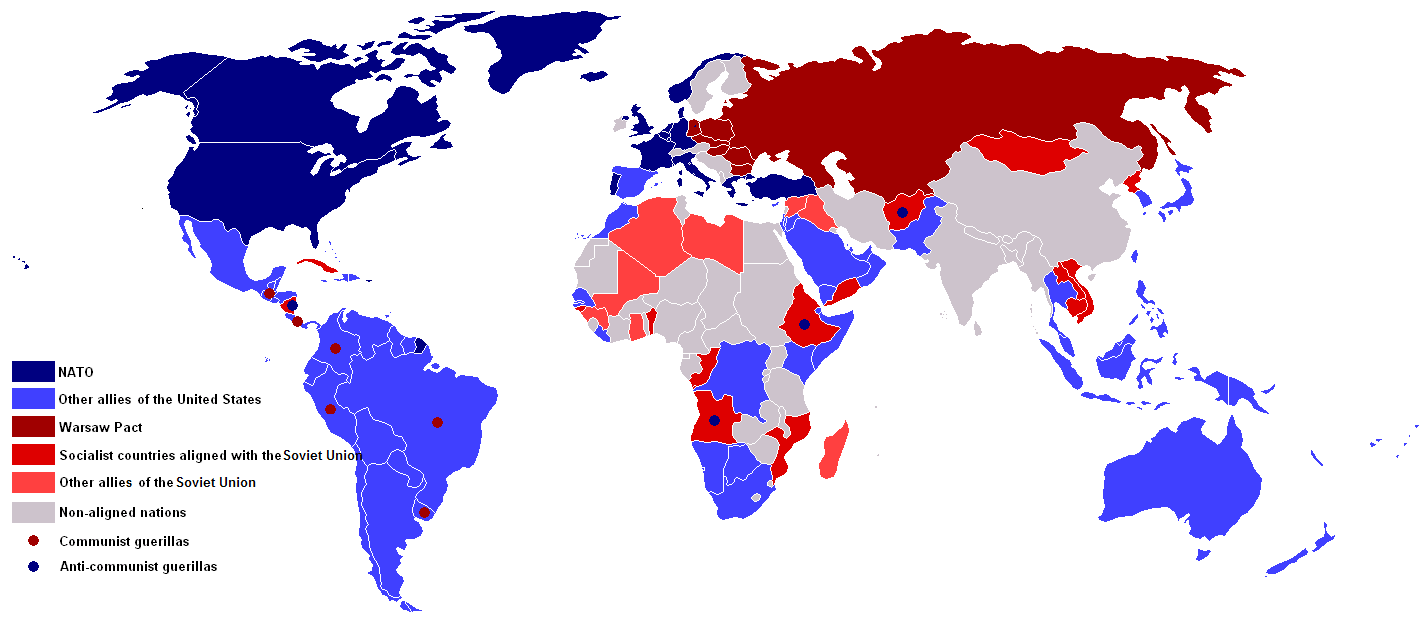
Карта геополітичної ситуації 1980 року

Картер вступив на посаду під час «холодної війни», стійкого періоду геополітичної напруги між США та Радянським Союзом. Наприкінці 1960-х — початку 1970-х відносини між двома наддержавами покращилися завдяки політиці, відомій як розрядка. Зважаючи на зменшення важливості холодної війни, деякі сучасники Картера позначали його першим президентом після холодної війни, але відносини з Радянським Союзом продовжували би бути важливим фактором американської зовнішньої політики наприкінці 1970-х та 1980-х. Багато хто з провідних посадових осіб адміністрації Картера, в тому числі сам Картер, були членами Тристоронньої комісії, яка де-акцентувала увагу на холодній війні. Натомість Тристороння комісія виступала за зовнішню політику, орієнтовану на допомогу країнам третього світу та покращення відносини із Західною Європою та Японією. Центральне напруження зовнішньої політики адміністрації Картера відбилося на поділі між Державним секретарем Кіром Вансом, який прагнув покращити відносини з Радянським Союзом і Третім світом, і радником з національної безпеки Збігнєвом Бжезінським, який виступав за протистояння з Радянським Союзом.

#### Права людини
Картер вважав, що попередні адміністрації допустили помилки, що дозволили проблемам холодної війни та Реальній політиці домінувати над зовнішньою політикою. Його адміністрація зробила новий акцент на правах людини, демократичних цінностях, ядерному розповсюдженні та глобальній бідності. Акцент адміністрації Картера в галузі прав людини був частиною більш широкого світового фокусу на правах людини у 1970-х роках, оскільки такі неурядові організації, як Amnesty International та Human Rights Watch, стали все більш помітними. Картер висунув активістку за громадянські права Патріцію М. Деріан координатором з прав людини та гуманітарних питань, а в серпні 1977 року посаду поміщено на посаду помічника державного секретаря. Деріан створила доповіді про країну щодо прав людини в США, що публікуються щорічно з 1977 р. Латинська Америка займає центральне місце у фокусі Картера на правах людини. Адміністрація Картера припинила підтримку режиму Сомози, який підтримував США в Нікарагуа, і направляв допомогу новому уряду Сандініста Національного визвольного фронту, який взяв на себе владу після повалення Сомози. Картер також припинив військову допомогу Аугусто Піночету з Чилі, Ернесту Гейзелу з Бразилії та Хорхе Рафаель Відела з Аргентини, яких він критикував за порушення прав людини.
Посол Картера в Організації Об'єднаних Націй, Ендрю Янг, був першим афро-американцем, який отримав дипломатичну посаду високого рівня. Разом з Картером він прагнув змінити політику США щодо Африки, акцентуючи увагу на питаннях прав людини щодо проблем холодної війни. У 1978 рік Картер став першим президентом, який навідався з офіційними державними візитами в країни Африки до півдня від Сахари, відображення нового значення регіону в рамках зовнішньої політики адміністрації Картера. На відміну від своїх попередників, Картер зайняв рішучу позицію проти правління білої меншини в Родезії та Південній Африці. За підтримки Картера ООН ухвалила рішення Постанову 418, яка розмістила ембарго на озброєння на Південну Африку. Картер виграв скасування поправки Берда, яка підривала міжнародні санкції проти уряду Родезії Яна Сміта. Він також тиснув на Сміта для проведення виборів, що призвело до виборів Родезії 1979 року та можливого створення Зімбабве.
Більш наполеглива політика в галузі прав людини, яку підтримували Деріан та директор планування політики Державного департаменту Ентоні Лейк, була дещо придушена опозицією Бжезінського. Політичні суперечки досягли своєї найбільш спірної точки під час падіння геноцидного режиму Пола Пота в Демократичній Кампучії в 1979 році після вторгнення В'єтнаму в Камбоджу, коли Бжезінський переважав у тому, що адміністрація відмовилася визнати новий уряд Камбоджі через підтримку Радянським Союзом. Незважаючи на занепокоєння з прав людини, Картер продовжував підтримувати Джозефа Мобуту із Заїру, який переміг Анголу. Його адміністрація також взагалі утримувалася від критики порушень прав людини у Філіппінах, Індонезії, Південній Кореї, Ірані, Ізраїлі, Єгипті, Саудівській Аравії та Північному Ємені.

#### SALT ІІ
.

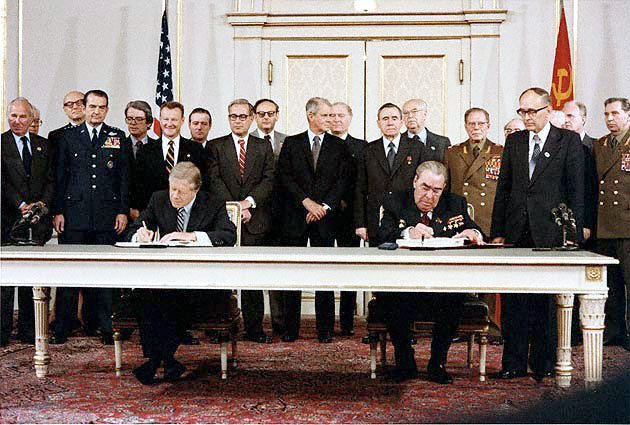
Президент Джиммі Картер та генеральний секретар Радянського союзу Леонід Брежнєв 18 червня 1979 р. У Відні підписали договір про переговори про обмеження стратегічної зброї (SALT II)

Форд і Ніксон прагнули досягти згоди щодо другого раунду переговорів про обмеження стратегічного озброєння (SALT), який встановив верхні межі щодо кількості ядерної зброї, якою володіли і США, і Радянський Союз. Картер сподівався продовжити ці переговори, досягнувши домовленості про скорочення ядерних арсеналів обох країн, а не просто встановлення верхньої межі. У той же час він критикував записи Радянського Союзу щодо прав людини, почасти тому, що він вважав, що громадськість не підтримуватиме переговори з Союзом, якщо президент здасться занадто готовим прийняти Союз. Картером і радянським лідером Леонідом Брежнєвом у червні 1979 р. було досягнуто домовленості у формі SALT II, але зменшення популярності Картера, опозиція республіканців та неоконсервативних демократів ускладнили ратифікацію. Радянське вторгнення в Афганістан серйозно пошкодило американсько-радянські відносини і поклало кінець будь-якій надії на ратифікацію SALT ІІ.

#### Афганістан
На ранніх етапах «холодної війни» Афганістан був позаблоковим, але переворот 1973 року привів до влади прозахідний уряд. Через п'ять років комуністи під керівництвом Нур Мухаммеда Таракі захопили владу. Новий режим, який був розділений між екстремістською фракцією Таракі Хальк і більш помірним підписанням договору про дружбу з Радянським Союзом в грудні 1978. Зусилля Таракі щодо поліпшення світської освіти і перерозподілити землі були супроводжувані безпрецедентними в афганській історії масовими розстрілами та політичним гнобленням, розпалюючи бунт моджахедів повстанців. Після загального повстання у квітні 1979 р. Таракі був скинутий у вересні суперником Халкі Хафізуллою Аміном. Радянські лідери побоювалися, що ісламістський уряд в Афганістані загрожує контролю над радянською Центральною Азією, і, коли тривали заворушення, вони направили 30 000 солдатів до радянсько-афганського кордону. Картер і Бжезінський розглядали Афганістан як потенційну «пастку», яка могла б витратити радянські ресурси в безрезультатній війні, і США почали надсилати допомогу повстанцям моджахедів на початку 1979 року. До грудня уряд Аміна втратив контроль значної частини країни, що спонукало Радянський Союз до вторгнення в Афганістан, страти Аміна та встановити лідера Пархама Бабрака Кармала на посаду президента.
Картер був здивований радянським вторгненням в Афганістан, оскільки консенсус американської розвідувальної спільноти протягом 1978 та 1979 років полягав у тому, що Москва не буде насильно втручатися. Чиновники ЦРУ відслідковували розміщення радянських солдатів до афганського кордону, але вони не сподівались, що Союз розпочне повноцінне вторгнення. Картер вважав, що радянське завоювання Афганістану представлятиме серйозну загрозу для регіону Перської затоки, і він енергійно реагував на те, що вважав небезпечною провокацією. У телевізійній промові Картер оголосив санкції проти Радянського Союзу, пообіцяв відновити допомогу Пакистану та сформулював доктрину Картера, в якому зазначалося, що США будуть відхиляти будь-які спроби отримати контроль над Перською затокою. Пакистанський лідер Мухаммед Зіа-уль-Хак раніше мав погані стосунки з Картером через ядерну програму Пакистану та страту Зульфікара Алі Бхутто, але радянське вторгнення в Афганістан та нестабільність в Ірані активізували традиційний Союз держав Пакистан-США. У співпраці з Саудівською Аравією та Пакистанською службою розвідки між службами (ISI) Картер збільшив допомогу моджахедам за допомогою операції Циклону ЦРУ. Пізніше Картер оголосив бойкот США Літніх Олімпійських ігор 1980 року в Москві та ввів ембарго на доставку американської пшениці до Радянського Союзу. Ембарго в кінцевому рахунку зашкодило американським фермерам більше, ніж радянській економіці, і США скасували ембарго після того, як Картер пішов з посади.
Радянське вторгнення в Афганістан призвело до значних змін у зовнішній політиці Картера і закінчило період розрядки, який розпочався в середині 1960-х. Повернувшись до політики стримування, США примирилися з союзниками холодної війни та збільшили оборонний бюджет, що призвело до нової гонки озброєнь з Радянським Союзом. Підтримка США моджахедів в Афганістані тривала до тих пір, поки Радянський Союз не вийшов з Афганістану в 1989 році.

### Близький Схід

#### Кемп-Девідські угоди

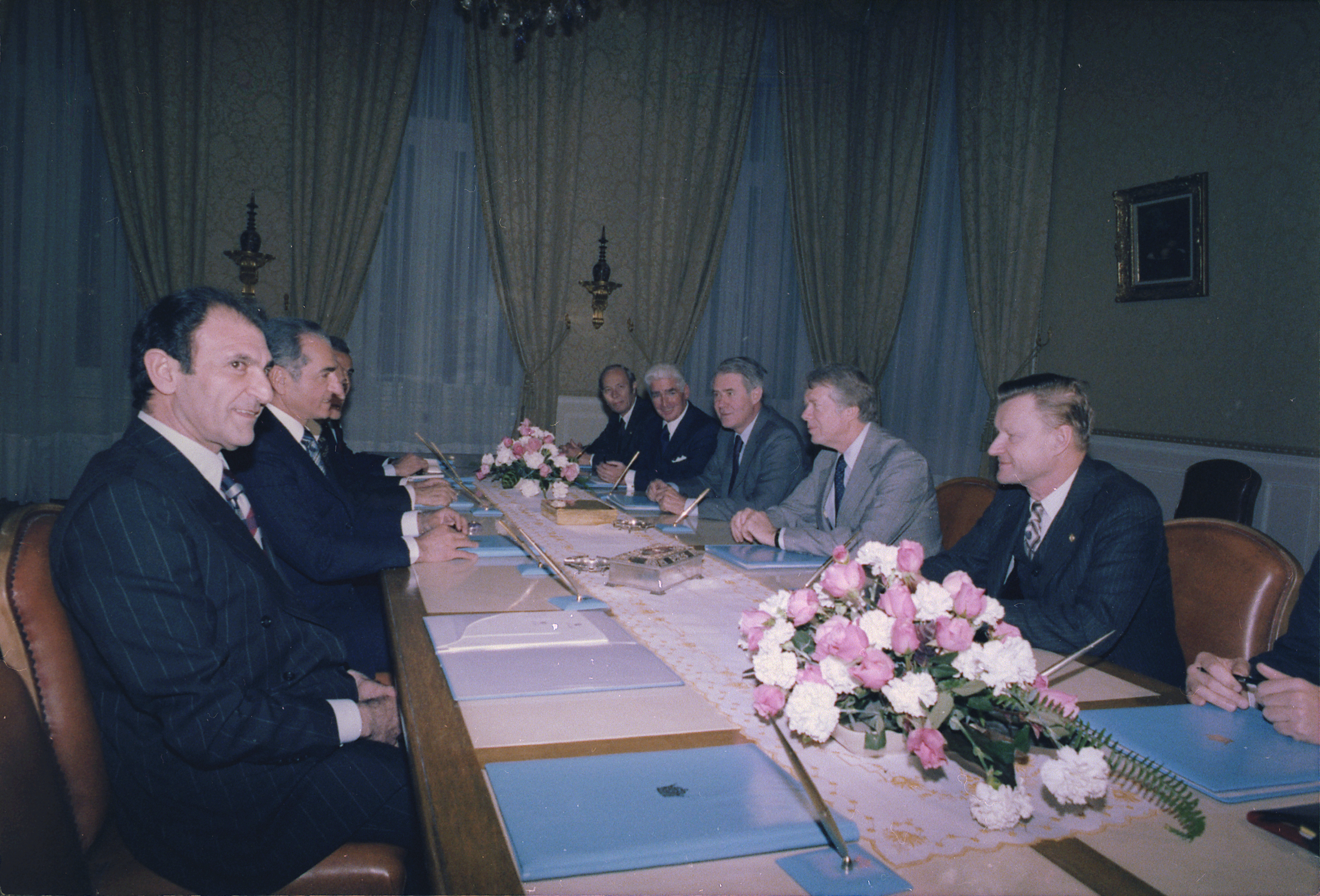
Іранський шах, Мохаммед Реза Пахлаві, зустрівся з Артуром Етертоном, Вільямом Х. Салліваном, Сайрус Венсом, президентом Джиммі Картером та Збігнєвом Бжезінським у Тегерані, 1977 р.

Вступивши на посаду, Картер вирішив спробувати опосередкувати тривалий арабо-ізраїльський конфлікт. Він шукав всеосяжного врегулювання між Ізраїлем і його сусідами через скликання в 1973 році Женевської конференції, але ці зусилля зруйнувалася до кінця 1977 р. Хоча в невдалому скликанні конференції, Картер переконав єгипетського лідера Анвара Садата до візиту Ізраїлю в 1978 р. візит Садата викликав засудження інших країн Арабської ліги, але Садат і прем'єр-міністр Ізраїлю Менахем кожен висловив відкритість до двосторонніх переговорів. Почніть шукати гарантії безпеки, Садат домагався виведення ізраїльських сил із Синайського півострова та управління домом для Західного берега та Гази, окупованих ізраїлем територій, які були значною мірою заселені палестинськими арабами. Ізраїль взяв під контроль Західний берег і Газу в Шестиденній війні 1967 року, а Синай був окупований Ізраїлем з кінця війни Йом Кіпур 1973 року.
Прагнучи до подальших переговорів, Картер запросив Беґеса і Садата на президентський відступ Кемп-Девіда у вересні 1978 року. Оскільки прямі переговори між Садатом і Бегетом виявились малопродуктивними, Картер почав зустрічатися з двома лідерами окремо. Поки Беґет готовий був відійти від Синайського півострова, він відмовився погодитися на створення палестинської держави. Ізраїль розпочав будівництво поселень на Західному березі, що постало як важливий бар'єр для мирової угоди. Не вдавшись досягти остаточного врегулювання з приводу виходу ізраїльтян, дві сторони досягли угоди, в якій Ізраїль давав невиразні обіцянки дозволити створення обраного уряду на Західному березі та в Газі. Натомість Єгипет став першою арабською державою, яка визнала право Ізраїлю на існування. У Кемп-Девіді угоди були предметом інтенсивної внутрішньої опозиції в Єгипті та Ізраїлі, а також в більш широкому арабському світі, але кожна сторона погодилася вести переговори мирний договір на основі домовленостей.

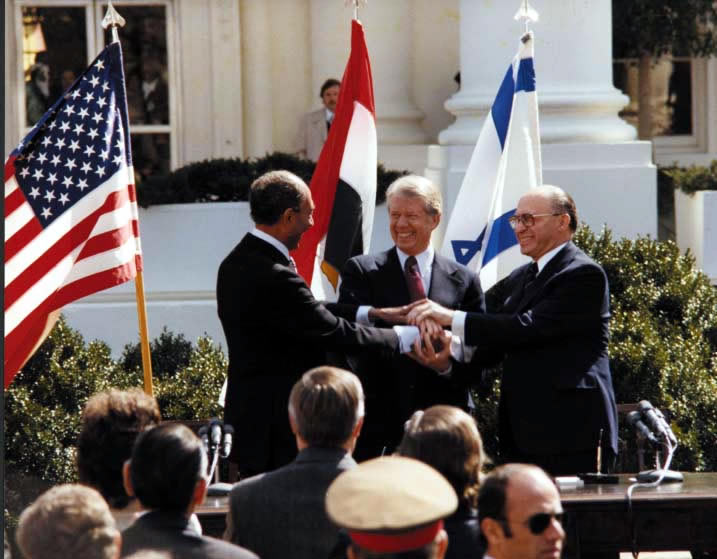
Садат, Картер і Пахлеві потискують руки після підписання мирного договору між Єгиптом та Ізраїлем у Білому домі, 27 березня 1979 року

.
26 березня 1979 р. Єгипет та Ізраїль підписали мирний договір у Вашингтоні, округ Колумбія. Роль Картера в отриманні договору була важливою. Автор Аарон Девід Міллер завершив наступне: «Незалежно від того, з ким я спілкувався — американці, єгиптяни чи ізраїльтяни — більшість усіх говорили те саме: ні Картер, ні мирний договір». Картер сам розглядав цю угоду як своє найважливіше досягнення на посаді.

#### Іранська революція та криза заручників
Мохаммад Реза Пахлеві, шах з Ірану, був надійним союзником США з 1953 іранський державний переворот. Протягом років після перевороту США вживали допомогу Ірану, а Іран був надійним джерелом експорту нафти. Картер, Ванс та Бжезінський вважали Іран ключовим союзником холодної війни не лише за нафту, яку вона видобувала, але й через її вплив в ОПЕК та стратегічне становище між Радянським Союзом та Перською затокою. Незважаючи на порушення прав людини, Картер відвідав Іран наприкінці 1977 року і дозволив продати американські винищувальні літаки. Того ж року в кількох містах спалахнули заворушення, і незабаром вони поширилися по всій країні. Погані економічні умови, непопулярність «Білої революції» та ісламське відродження все це призвело до посилення гніву серед іранців, багато з яких також зневажали США за підтримку Пахлаві та його роль у перевороті 1953 року.
До 1978 р. Іранська революція спалахнула проти правління шаха. Державний секретар Ванс стверджував, що Шаху слід запровадити ряд реформ для заспокоєння голосів невдоволення, в той час як Бжезінський виступав за придушення інакодумства. Змішані повідомлення, які шах отримав від Ванса та Бжезінського, сприяли його розгубленості та нерішучості. Шах пішов у вигнання, залишивши керуючий уряд без контролю. Популярний релігійний діяч,Рухолла Хомейні, повернувся з заслання у лютому 1979 року до відома. Поки тривало заворушення, Картер пустив Пахлаві до США на медичне лікування. Картер і Ванс спочатку неохоче визнавали Пахлаві через стурбованість реакцією в Ірані, але іранські лідери запевнили, що це не спричинить проблеми. У листопаді 1979 року, незабаром після того, як Пахлаві було дозволено в'їхати до США, група іранців штурмувала посольство США в Тегерані і взяла 66 американських полонених, почавши кризу заручників Ірану. Прем'єр-міністр Ірану Мехді Базарган наказав бойовикам звільнити заручників, але він пішов з посади після того, як Хомейні підтримав бойовиків.
Криза швидко стала предметом міжнародної та внутрішньої уваги, і Картер пообіцяв забезпечити звільнення заручників. Він відмовився від вимоги Ірану про повернення Пахлаві в обмін на звільнення заручників. Його рейтинги схвалення зростали, коли американці згуртувалися навколо його відповіді, але криза ставала все більш проблематичною для його адміністрації, оскільки вона тривала. У спробі врятувати заручників Картер розпочав операцію «Орлиний Кіготь». У квітні 1980 р. операція стала тотальною катастрофою, і вона закінчилася смертю восьми американських солдатів. Провал операції зміцнив позиції Аятола Хоменеї в Ірані і сильно пошкодив внутрішнє становище Картера. Картеру було завдано ще одного удару, коли Венс, який постійно протистояв операції, пішов у відставку. Іран відмовився вести переговори про повернення заручників, поки Ірак не розпочав вторгнення у вересні 1980 р. З Алжиром, який виступав посередником, переговори продовжувались до досягнення угоди в січні 1981 р. У відповідь на звільнення 52 полонених Іран прийняв понад 7 мільярдів доларів грошової компенсації та розморожування іранських активів у США. Іран чекав звільнення полонених до години після того, як Картер пішов з посади 20 січня 1981 року.

### Латинська Америка

#### Договори про Панамський канал

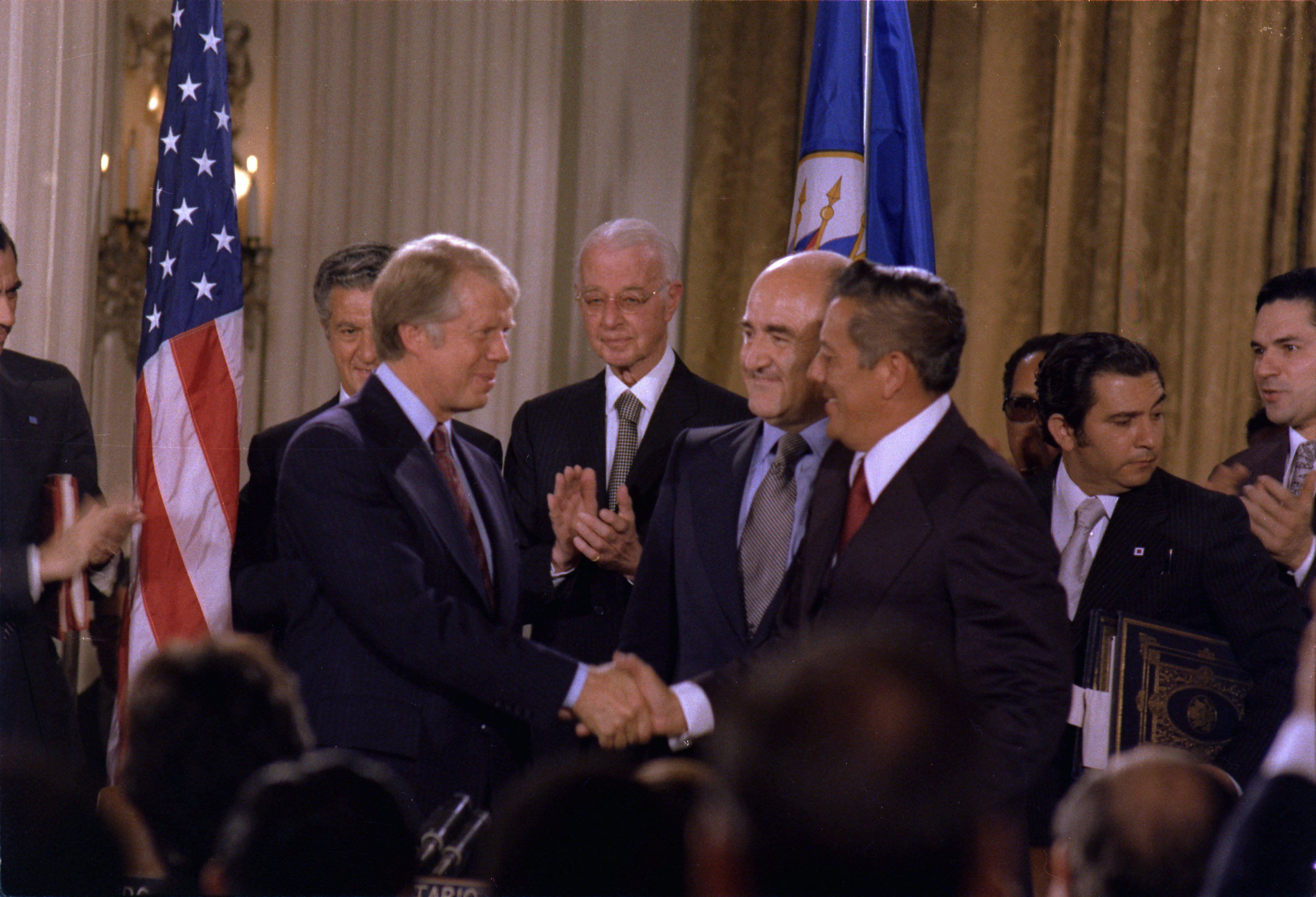
Картер та Омар Торрійос потискують руки моменти після підписання договорів Торрійос-Картер.

Починаючи з 1960-х, Панама закликала США припинити контроль над Панамським каналом. Двопартійна національна політика щодо переходу Каналу до Панами була встановлена президентами Джонсоном, Ніксоном та Фордом, але переговори тривали протягом десятка років. Картер зробив цесію Панамського каналу пріоритетною, вважаючи, що це здійснить заклик Картера до морального очищення американської зовнішньої політики та завоювання схвалення в Латинській Америці, як милостиве вибачення за американські правопорушення. Він також побоювався, що чергове перенесення переговорів може спричинити жорстокі потрясіння в Панамі, які можуть перекрити канал.
Адміністрація Картера уклала договори Торрійос-Картер, два договори, які передбачали, що Панама отримає контроль над каналом у 1999 році. Ініціатива Картера зустріла широкий опір у Сполучених Штатах, і багато громадськості, особливо консерватори, вважали, що Картер «дає геть важливий актив США». Консерватори створили такі групи, як Комітет порятунку Панамського каналу, намагаючись перемогти договори в Сенаті, але Картер зробив ратифікацію договорів своїм головним пріоритетом. Під час дебатів про ратифікацію Сенат розробив поправки, які давали США змогу військово втручатися, щоб утримувати канал відкритим, до чого панамчани погодилися після подальших переговорів. У березні 1978 року Сенат ратифікував обидва договори з запасом від 68 до 32, вузько переходячи дві третини, необхідні для ратифікації. Зона каналу та всі його споруди були остаточно передані Панамі 31 грудня 1999 року.

#### Куба
Картер сподівався на поліпшення відносин з Кубою після вступу на посаду, але будь-яку відлигу в стосунках завадили поточні суперечки з холодної війни в Центральній Америці та Африці. На початку 1980 року кубинський лідер Фідель Кастро оголосив, що кожному, хто бажає покинути Кубу, буде дозволено це зробити через порт Маріель. Після того, як Картер оголосив, що США нададуть «відкриту зброю для десятків тисяч біженців, які прагнуть свободи від комуністичного панування», кубинські американці влаштували катер Маріель. Закон про біженців, підписаний на початку року, передбачав щорічне обмеження 19 500 кубінських іммігрантів до Сполучених Штатів на рік, і вимагало, щоб ці біженці пройшли процес перегляду. До вересня до США прибули 125 000 кубинців, і багато хто стикався з нестачею недостатнього харчування та житла. Картера широко критикували за поводження з підйомним судном, особливо в важливому для США штаті, Флорида, що має важливе значення.

### Азія

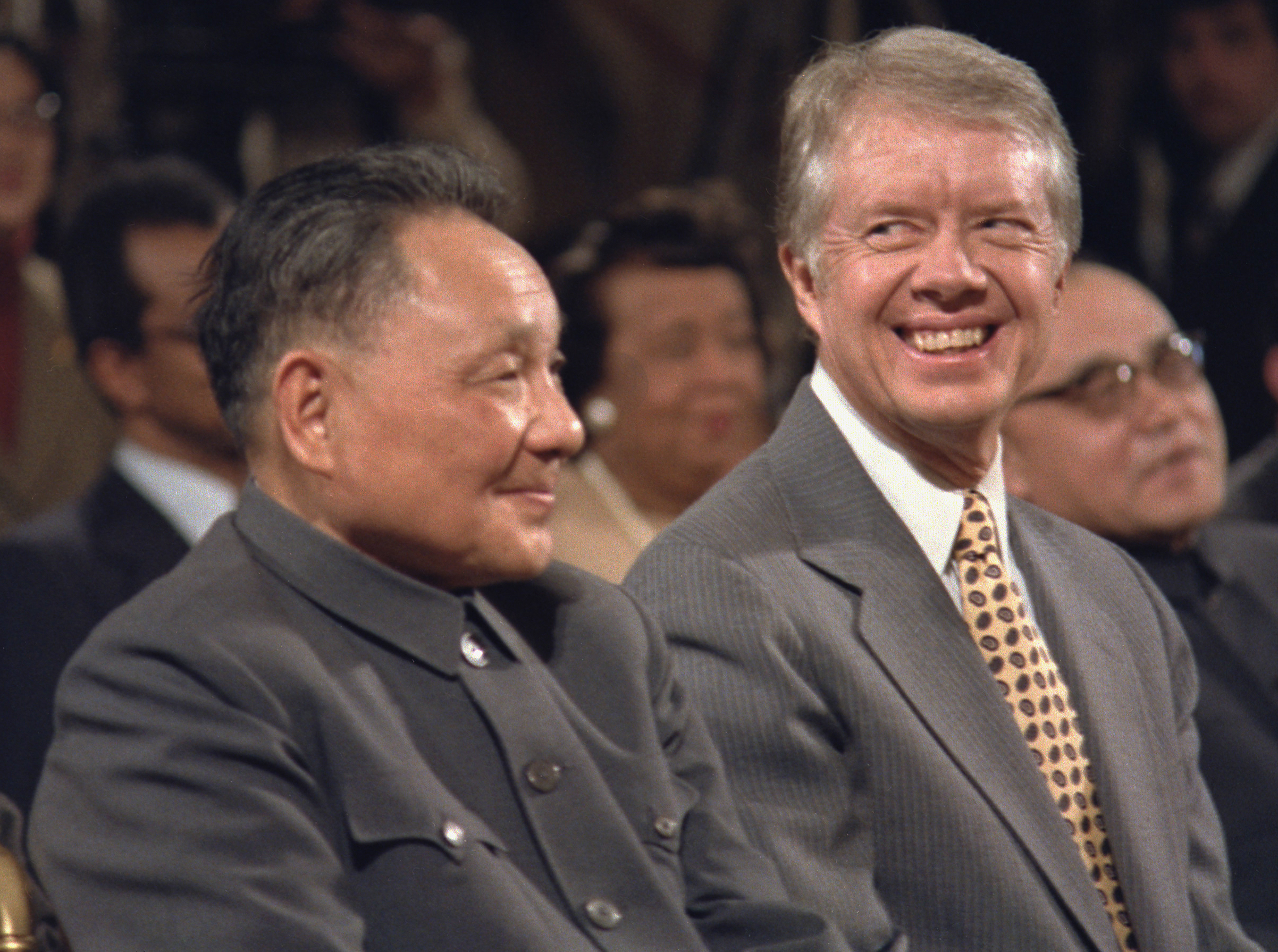
Ден Сяопін з президентом Картером

#### Зближення з Китаєм
Продовжуючи зближення, розпочате під час президентства Ніксона, Картер прагнув до більш тісних відносин з КНР. Дві країни все більше співпрацювали проти Радянського Союзу, і адміністрація Картера мовчазно погодилася на китайське вторгнення у В'єтнам. У 1979 році Картер вперше отримав офіційне дипломатичне визнання в КНР. Це рішення призвело до буму в торгівлі між США та КНР, яка проводила економічні реформи під керівництвом Ден Сяопіна. Після вторгнення Радянської Республіки в Афганістан Картер дозволив продати військові поставки в Китай і розпочав переговори щодо обміну військовою розвідкою. У січні 1980 року Картер в односторонньому порядку скасував Китайсько-американський договір про взаємну оборону з Китайською Республікою, який втратив контроль над континентальним Китаєм до КНР під час громадянської війни в Китаї, але зберіг контроль над островом Тайвань. Скасування договору Картера в суді було оскаржено консервативними республіканцями, але Верховний суд ухвалив, що це питання є неправомірним політичним питанням у справі «Голдвотер vs. Картер». США продовжували підтримувати дипломатичні контакти з Китайською Республікою через Закон про відносини Тайваню 1979 року.

### Африка
На відміну від Ніксона та Форда, Картер віддавав пріоритет Африці на південь від Сахари. Південна Африка особливо перетворилася на поле битви холодної війни після того, як Куба направила велику військову силу, яка взяла під контроль Анголу в 1976 р. головною політичною особою для Африки в адміністрації Картера був Ендрю Янг, керівник у чорній громаді Атланти, яка стала послом в ООН. Янг відкрив дружні стосунки з ключовими лідерами, особливо в Нігерії. Дуже суперечливим питанням була незалежність Намібії від Південно-Африканського Союзу. Янг розпочав обговорення Організації Об'єднаних Націй, які ні до чого не привели, і Намібія не здобула незалежності, поки Картер не залишив свою посаду. Молоді виступали за жорсткі санкції після вбивства поліцією Південної Африки Стіва Біко в 1977 році, але Картер відмовився і ввів обмежене ембарго на зброю, а Південна Африка ігнорувала протести. Найважливішим успіхом адміністрації Картера в Африці була допомога переходу Зімбабве з «білого» правління південної Родезії до правління «темношкірого».

### Список міжнародних поїздок
Картер здійснив 12 міжнародних поїздок до 25 країн під час свого президентства.

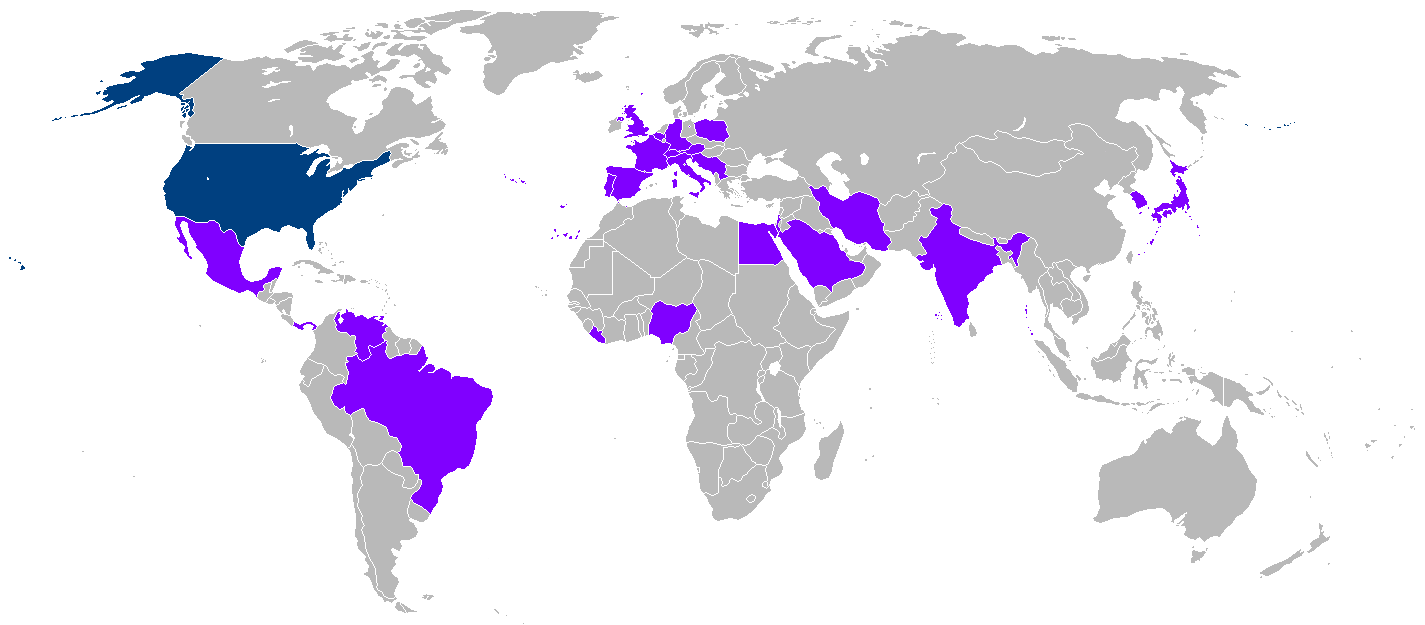
Країни, які відвідав Картер під час його президентства.

|    | Дата                                    | Країна            | Місце                               | Деталі |
| -- | --------------------------------------- | ----------------- | ----------------------------------- | --- |
| 1  | 5-11 травня 1977 року                   | Велика Британія   | Лондон, Ньюкасл                     | Відвідав 3-й саміт G7. Зустрілися також з прем'єр-міністрами Греції, Бельгії, Туреччини, Норвегії, Нідерландів та Люксембурга, а також з президентом Португалії. Звернувся до наради міністрів НАТО. |
| 1  | 9 травня 1977 року                      | Швейцарія         | Женева                              | Офіційний візит. Зустрівся з президентом Куром Фурглером. Також провів зустріч з президентом Сирії Хафезом аль-Асадом. |
| 2  | 29-31 грудня 1977 року                  | Польща            | Варшава                             | Офіційний візит. Зустрівся з першим секретарем Едуардом Гіреком. |
| 2  | 31 грудня 1977 року — 1 січня 1978 року | Іран              | Тегеран                             | Офіційний візит. Зустрівся з Шахом Мухаммедом Реза Пахлаві та королем Йорданії Хуссейном. |
| 2  | 1-3 січня 1978 року                     | Індія             | Нью-Делі, Даулатпур Насірабад       | Зустрівся з президентом Неелам Санджіва Редді та прем'єр-міністром Морарджі Дезай. Звернувся до парламенту Індії. |
| 2  | 3-4 січня 1978 року                     | Саудівська Аравія | Ер-Ріяд                             | Зустрівся з королем Халідом і престоловим принцом Фахдом. |
| 2  | 4 січня 1978 року                       | Єгипет            | Асуан                               | Зустрівся з президентом Анваром Садатом та канцлером Німеччини Гельмутом Шмідтом. |
| 2  | 4-6 січня 1978 року                     | Франція           | Париж, Нормандія, Байо, Версаль     | Зустрівся з президентом Валері Жискар д'Естінг та прем'єр-міністром Реймоном Барре. |
| 2  | 6 січня 1978 року                       | Бельгія           | Брюссель                            | Зустрівся з королем Бодуеном та прем'єр-міністром Львом Тиндемансом. Був на засіданнях Комісії Європейських Співтовариств та Північноатлантичної ради. |
| 3  | 28–29 березня 1978 року                 | Венесуела         | Каракас                             | Зустрівся з президентом Карлосом Андресом Перес. Звернувся до Конгресу та підписав угоду про морські кордони. |
| 3  | 29–31 березня 1978 року                 | Бразилія          | Бразиліа, Ріо-де-Жанейро            | Офіційний візит. Зустрівся з президентом Ернесту Гейзелем та виступив перед Національним конгресом. |
| 3  | 31 березня — 3 квітня 1978 року         | Нігерія           | Лагос                               | Державний візит. Зустрівся з президентом Олусегуном Обасанджо. |
| 3  | 3 квітня 1978 року                      | Ліберія           | Монровія                            | Зустрівся з президентом Вільямом Р. Толбертом, молодшим |
| 4  | 16–17 червня 1978 року                  | Панама            | Панама-Сіті                         | Президент Деметріо Б. Лакас та генерал Омар Торрійос запросили підписати протокол, що підтверджує обмін документами, що ратифікують договори Панамського каналу. Також неофіційно зустрілися з президентом Венесуели Карлосом Андресом Перес, президентом Колумбії Альфонсо Лопесом Міхельсеном, президентом Мексики Жозе Лопесом Портілло, Коста- Рикою Родріго Карацо Одіоо та прем'єр-міністром Ямайки Ямайкою Майклом Манлі |
| 5  | 14–15 липня 1978 року                   | Західна Німеччина | Бонн, Вісбаден-Ербенхайм, Франкфурт | Державний візит. Зустрівся з президентом Вальтером Шелем та канцлером Гельмутом Шмідтом. Звернувся до американських та німецьких військових. |
| 5  | 15 липня 1978 року                      | Західна Німеччина | Західний Берлін                     | Виступив на Берлінському меморіалі. |
| 5  | 16–17 липня 1978 року                   | Західна Німеччина | Бонн                                | Відвідав 4-й саміт G7. |
| 6  | 4–9 січня 1979 року                     | Франція           | Бассе-Терре, Гваделупа              | Неофіційно зустрівся з президентом Валері Жискар д'Естінг, канцлером Німеччини Гельмутом Шмідтом та прем'єр-міністром Великої Британії Джеймсом Каллаґаном |
| 7  | 14–16 лютого 1979 року                  | Мексика           | Мехіко                              | Державний візит. Зустрівся з президентом Жозе Лопесом Портільо. Звернувся до Мексиканського конгресу |
| 8  | 7–9 березня 1979 року                   | Єгипет            | Каїр, Олександрія, Гіза             | Державний візит. Зустрівся з президентом Анваром Садатом. Звернувся до народних зборів Єгипту |
| 8  | 10–13 березня 1979 року                 | Ізраїль           | Тель-Авів, Єрусалим                 | Державний візит. Зустрілися з президентом Іцхаком Навоном та прем'єр-міністром Менахем Бегом. Звернувся до Кнессета |
| 8  | 13 березня 1979 року                    | Єгипет            | Каїр                                | Зустрівся з президентом Анваром Садатом |
| 9  | 14–18 червня 1979 року                  | Австрія           | Відень                              | Державний візит. Зустрівся з президентом Рудольфом Кіршлягером та канцлером Бруно Крейським. Зустрівся з генеральним секретарем Радянського Союзу Леонідом Брежнєвим, щоб підписати Договір про SALT II |
| 10 | 25–29 червня 1979 року                  | Японія            | Токіо, Сімода                       | Відвідав 5-й саміт G7. Державний візит. Зустрівся з імператором Хірохіто та прем'єр-міністром Масайоші Чіра |
| 10 | 29 червня — 1 липня 1979 року           | Південна Корея    | Сеул                                | Державний візит. Зустрівся з президентом Парк Чунг-хі та прем'єр-міністром Чой Кю-ха |
| 11 | 19–24 червня 1980 року                  | Італія            | Рим, Венеція                        | Відвідав 6-й саміт G7. Державний візит. Зустрівся з президентом Сандро Пертіні |
| 11 | 21 червня 1980 року                     | Ватикан           | Апостольський палац                 | Аудієнція у папи Івана Павла ІІ. |
| 11 | 24–25 червня 1980 року                  | Югославія         | Белград                             | Офіційний візит. Зустрівся з президентом Кветітіном Міятовичем. |
| 11 | 25–26 червня 1980 року                  | Іспанія           | Мадрид                              | Офіційний візит. Зустрівся з королем Хуаном Карлосом I та прем'єр-міністром Адольфо Суарес. |
| 11 | 26–30 червня 1980 року                  | Португалія        | Лісабон                             | Офіційний візит Зустрівся з президентом Антоніо Рамальо Еанес та прем'єр-міністром Франциско де Сане Карнейро |
| 12 | 9–10 липня 1980 року                    | Японія            | Токіо                               | Офіційний візит. Відвідав панахиду по колишньому прем'єр-міністру Масайоші Чіра. Зустрівся з імператором Хірохіто, президентом Бангла Зяуром Рахманом, прем'єр-міністром Австралії Малькольмом Фрейзером, прем'єр-міністром Таїланду Прем Тінсуланонда та прем'єр-міністром Китаю Хуа Гуофенгом. |

## Суперечки
Директор OMB Берт Ланс пішов у відставку з посади 21 вересня 1977 року на тлі звинувачень у неналежній банківській діяльності до того, як став директором. Суперечка щодо Ленса пошкодила позицію Картера з Конгресом та громадськістю, і відставка Ланса усунула одного з найефективніших радників Картера з посади. У квітні 1979 року генеральний прокурор Белл призначив Пола Дж. Куррана спеціальним радником для розслідування позик, наданих арахісовому бізнесу, що належить Картеру, банком, підконтрольним Берту Лансу. На відміну від Арчібальда Кокса та Леона Яворського, яких назвали спеціальними прокурорами для розслідування скандалу Вотергейт, Позиція Куррана як спеціального захисника означала, що він не зможе подавати звинувачення самостійно, але вимагатиме схвалення помічника генпрокурора Філіпа Хеймана. Картер став першим діючим президентом, який давав свідчення під присягою в рамках розслідування свого ж президентства. Розслідування було завершено в жовтні 1979 року, і Курран оголосив, що не знайдено жодних доказів на підтвердження про те, що кошти, позичені Національним банком Джорджії, були спрямовані на президентську кампанію Картера 1976 року.
Брат Картера Біллі викликав велику популярність під час президентства Картера за його колоритну та часто чужу громадську поведінку. Сенат розпочав розслідування діяльності Біллі Картера після того, як було розкрито, що Лівія передала Біллі понад 200 000 доларів з незрозумілих причин. Суперечка щодо відносин Біллі Картера до Лівії стала відома як «Біллігейт», і, хоча президент не мав особистої участі в цьому, «Біллігейт» тим не менше пошкодив адміністрацію Картера.

## Президентські вибори 1980 року

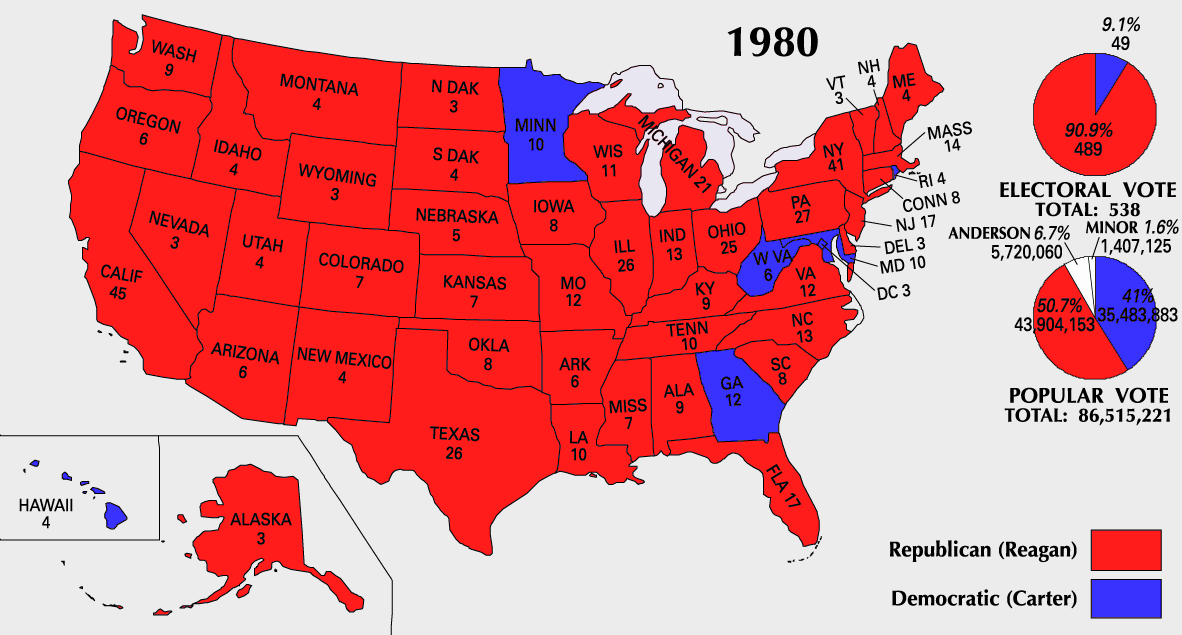
Карта результатів президентських виборів 1980 року.

У квітні 1978 р. опитування показало, що рейтинг схвалення Картера знизився досить швидко, і опитування Геллапа виявило, що Картер відстає від Теда Кеннеді за демократичну номінацію 1980 року. До середини 1979 р. Картер зіткнувся з енергетичною кризою, бурхливою інфляцією, повільним економічним зростанням та широкою думкою, що його адміністрація була некомпетентною. У листопаді 1979 року Кеннеді оголосив, що буде кидати виклик Картеру в демократичних праймеріз 1980 року. Підтримка Картера знищилася після початку кризи з заручниками Ірану, а його відповідь на радянське вторгнення в Афганістан ще більше посилило його перспективи в демократичних праймеріз. Картер домінував у ранніх праймеріз, що дозволило йому зібрати ранніх делегатських лідерів. У березні кількість виборчих карт Картера впала, і Кеннеді виграв праймеріз у Нью-Йорку та Коннектикуті. Хоча Картер розвинув широку лідерську позицію, Кеннеді залишився в гонці після тріумфу в Пенсільванії та Мічигані. До дня остаточного праймеріз Картер мав найнижчі рейтинги схвалення за всю історію президентських опитувань, а Кеннеді виграв достатньо делегатів, щоб не допустити Картера до кандидатури.
Після фінальних праймеріз Картер познайомився з Кеннеді у Білому домі. Частково через те, що Картер відмовився прийняти партійну платформу, яка закликала створити національну програму медичного страхування, Кеннеді відмовився поступитися. Натомість він закликав до «відкритої конвенції», де делегати могли б голосувати за обраного кандидата незалежно від результату в праймеріз. Союзники Картера перемогли маневри Кеннеді на Демократичній національній конвенції 1980 р., а Картер та віце-президент Мондейл перемогли у номінації. Незважаючи на поразку Кеннеді, він мобілізував ліберальне крило Демократичної партії, яке дало б Картеру лише слабку підтримку на загальних виборах.
У 1980 республіканські праймеріз швидко переросла в конкурс дві людини між екс-губернатором Рональдом Рейганом з Каліфорнії і колишнім конгресменом Джорджем Бушем з Техасу. Буш, який назвав пропозицію про зниження податків Рейгана «економією вуду», переміг у штаті Айова, але згодом зник у гонці. Рейган виграв кандидатуру президента в першому голосуванні Республіканської національної конвенції 1980 р. і назвав Буша своїм партнером. Тим часом республіканський конгресмен Джон Б. Андерсон, який раніше домагався кандидатури в президенти від республіканців, розпочав незалежну кампанію за президентство. Опитування, проведені у вересні, після укладення партійних конвенцій, показали зв'язану гонку між Рейганом та Картером. Кампанія Картера була впевнена, що країна відкине консервативні точки зору, які підтримує Рейган, і з'явилися надійні ознаки щодо економіки та іранської кризи з заручниками. Прагнучи об'єднати демократів, які стоять за його передвиборною кампанією, Картер вирішив зосередитись на атаці на передбачуваний ідеологічний екстремізм Рейгана, а не на власній політиці.
Основною перевагою для Рейгана був його заклик до висхідного консервативного руху, як втілений активістами, такими як Пол Уейріч, Річард Вігер і Філліс Шлефлай. Хоча більшість консервативних лідерів підтримують зниження податків та бюджетного дефіциту, багато консерваторів більш уважно зосередилися на таких соціальних питаннях, як аборт та гомосексуальність. Події 1970-х, включаючи справу Верховного Суду у справах Роу проти Уейда та відкликання університету Боба Джонсастатус, звільнений від сплати податків, переконав багатьох протестантів-євангелістів вперше займатися політикою. Євангельські протестанти ставали все більш важливим блоком для голосування, і вони, як правило, підтримували Рейгана в кампанії 1980 року. Рейган також виграв підтримку так званих «Рейганських демократів», які прагнули бути північними, білими, виборцями робітничого класу, які підтримували ліберальні економічні програми, але не любили такої політики, як позитивні дії. Хоча він виступав за соціально-консервативні точки зору, Рейган значну частину своєї кампанії зосереджував на атаках проти зовнішньої політики Картера, включаючи договір SALT II, договори Торрійос-Картер та скасування Договору Китайсько-Американської взаємної оборони. Рейган закликав до збільшення витрат на оборону, зниження податків, скорочення внутрішніх витрат, а також до демонтажу Міністерства освіти та Департаменту енергетики.
Виборчі опитування залишалися близькими протягом вересня та жовтня, але виступ Рейгана в дебатах 28 жовтня та неспроможність Картера домогтися звільнення іранських заручників дали Рейгану імпульс в день виборів. Рейган набрав 50,7 відсотка голосів народного голосування та 489 голосів виборців, Картер виграв 41 відсоток голосів народного голосування та 49 голосів виборців, а Андерсон виграв 6,6 відсотка голосів. Рейган виграв усі штати, окрім рідного штату Картера, Джорджії, Мінесоти, Західної Вірджинії, Меріленду, Гаваїв, та Вашингтону округ Колумбія, і особливо добре виступав серед південних білих. Розмір перемоги Рейгана здивував багатьох спостерігачів, які очікували близької гонки. Явка виборців досягла найнижчої точки з президентських виборів 1948 року, відображення негативного ставлення багатьох людей до всіх трьох основних кандидатів. Під час паралельних виборів у конгреси республіканці виграли контроль над Сенатом вперше з 1950-х років. Тим часом Картер був першим обраним президентом, який програв переобрання після Герберта Гувера в 1932 році.

## Оцінка президентства

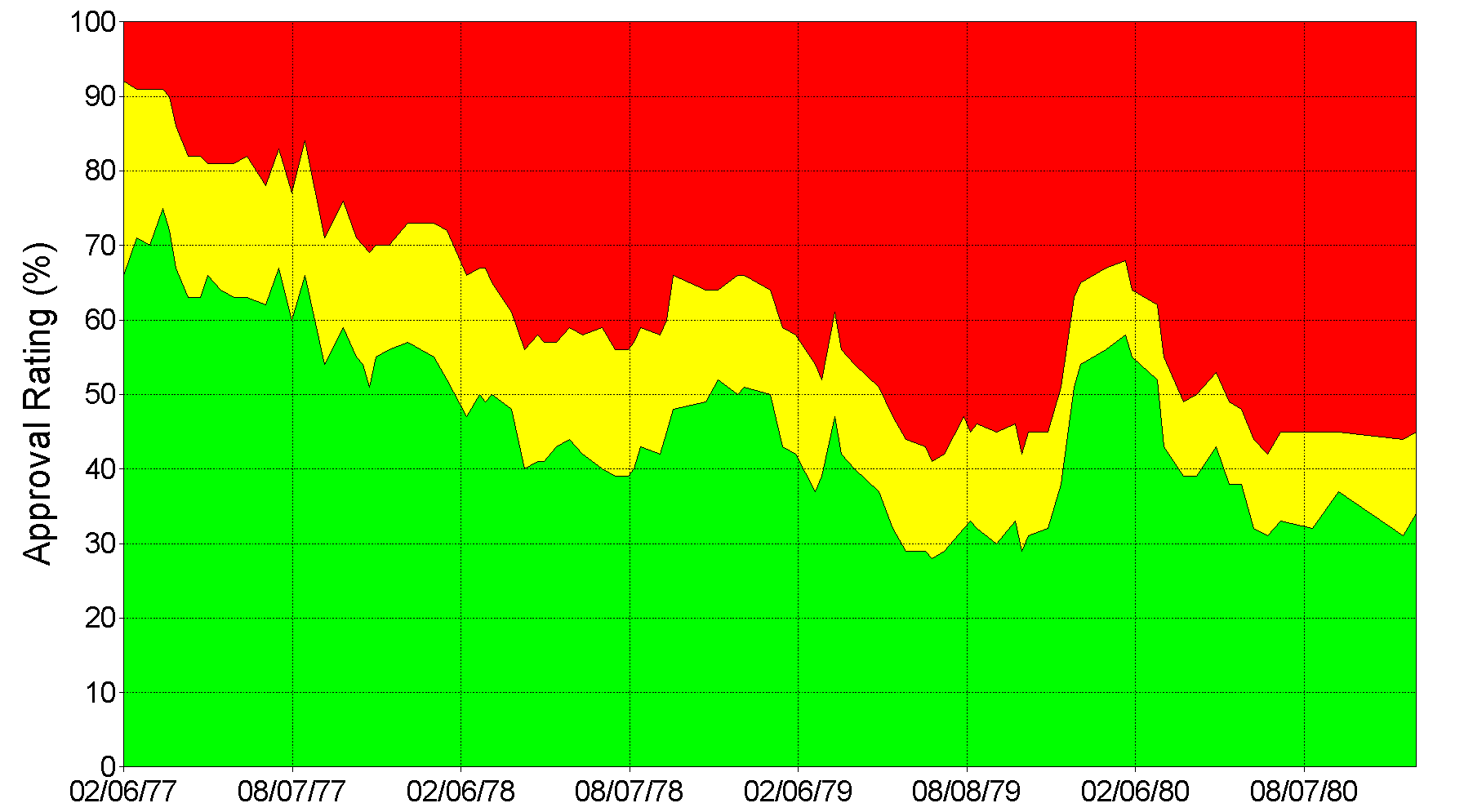
Графік рейтингів схвалення Картера на опитуваннях Інституту Геллапа

Опитування істориків та політологів загалом оцінюють Картера як нижче середнього президента. Опитування, проведене американською асоціацією президентів та виконавчої політики з питань політичної науки в 2018 році, визнало Картера 26-м найкращим президентом. Опитування істориків C-Span 2017 року також оцінило Картера як 26-го найкращого президента. Деякі критики порівнюють Картера з Гербертом Гувером, який був аналогічно «працьовитим, але не натхненним технократом».

Історики Бертон І. Кауфман та Скотт Кауфман пишуть
Доля Картера полягала в тому, щоб спробувати перемістити націю між скелею традиційних демократичних округів і важким місцем зароджуваного консервативного руху, акцент якого був більше на соціальних і культурних цінностях, ніж на економічних питаннях Демократичної партії. Нещастя Картера було також тим, що він керував нацією в часи різкої інфляції та зростаючого безробіття, ускладненого нафтовим шоком, над яким він мало контролював… У той же час важко уникнути висновку, що Картер був посереднім президентом і що це багато в чому його власна справа. Він був розумнішим, а не проникливим. Він не був ретельним політичним планувальником. Він страждав від стратегічної короткозорості. Він довго не мав добрих намірів, але бракував ноу-хау. У нього були високі ідеали, наприклад, у сфері прав людини, які мали символічне і тривале значення, але вони часто засліплювали його політичними реаліями. Він був самоправедним. Він був адміністратором, який мікро-керував, але не добре. Найголовніше, що він був президентом, який ніколи не визначав належним чином місію свого уряду, мету країни та спосіб дістатися до неї.